# П'яцца-дей-Міраколі
П'яцца-дей-Міраколі (іт. Piazza dei Miracoli — Площа чудес), формально відома як П'яцца-дель-Дуомо (іт. Piazza del Duomo — Соборна площа) — середньовічна площа з цільним архітектурним ансамблем сакральних споруд XI—XIII ст., розташована за межами історичних кріпосних мурів італійського міста Піза. На площі розташовуються чотири шедеври італійської романської архітектури: Пізанський собор, Пізанська вежа, Пізанський баптистерій і цвинтар Кампо-Санто. Територія П'яцца-дей-Міраколі оточена власними мурами і складає площу 8,8 га.
Автором назви «Площа чудес» для Соборної площі є італійський письменник, поет та політичний діяч Габріеле д'Аннунціо, який у своєму романі 1910 року «Можливо, так, можливо, ні» назвав цю площу «Prato dei Miracoli» (іт. «Лука чудес»). Площу іноді також помилково називають Campo dei Miracoli (іт. «Поле чудес»), що призводить до хибних алюзій з однойменним полем з італійської казки «Пригоди Піноккіо».
У 1987 році увесь архітектурний ансамбль площі було оголошено пам'яткою Світової спадщини ЮНЕСКО.

## Топографія

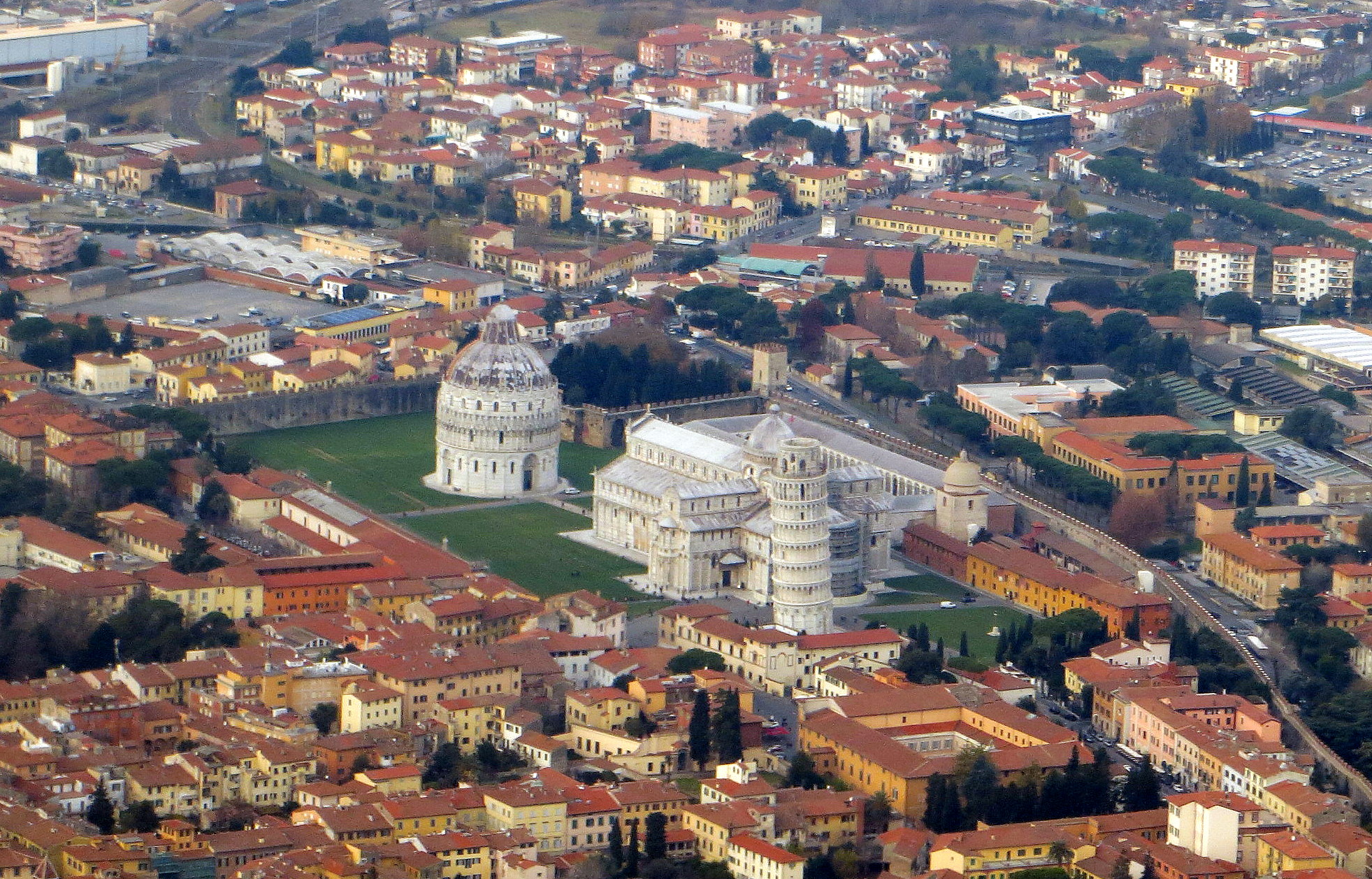
Вигляд із повітря

На відміну від загальної традиції, Соборна площа в Пізі знаходиться не посередині історичного центру міста, а за межами міських середньовічних стін, з північно-західної сторони міста. Вибір місця для нового собору походив як від необхідності розширення старого ранньосередньовічного міста, що було занадто мале, щоб вмістити в себе новий грандіозний за розмірами архітектурний ансамбль, так і з метою продемонструвати військову потугу і впевненість в собі молодої морської республіки, що не боялась розмістити свій головний собор і усі його скарби за межами міських мурів. Крім того, вважається що саме на цьому місці була розташована попередня церква, присвячена Санта-Марії.
Площа повністю пішохідна, частково брукована, але більша її частина вкрита великим зеленим газоном. Сучасний вигляд площа набула лише в XIX столітті, особливо завдяки роботі архітектора Алессандро Герардеска, який зніс деякі пізніші споруди на цій території та зацікавився відновленням знаменитих пам'ятників.

## Історія

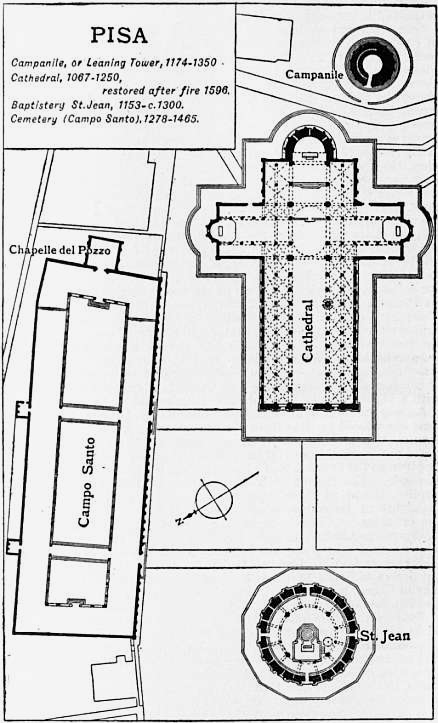
План Соборної площі (П'яцца-дей-Міраколі)

У ранньому середньовіччі, на початку ХІ століття на місці Соборної площі знаходилась церква Санта-Марія. Недавні археологічні розкопки показали, що така церква насправді існувала, але так і не була добудована. Біля церкви було споруджено окремий баптистерій. Його фундамент у формі восьмикутника зберігся всередині цвинтаря Кампо-Санто.

Сучасна площа починає формуватися в 1063 році (в 1064 році за чинним на той час пізанським календарем). В цьому році було закладено новий собор міста під назвою Санта-Марія-Маджоре. Джерелом фінансування грандіозних робіт по спорудженню храму стали величезні суми коштів, отримані в результаті вдалого пограбування мусульманського Палермо в Сицилії, здійсненого в 1063 році пізанським флотом на чолі з Джованні Орланді. В 1087 році пізанський флот разом із генуезцями здійснює успішний напад на Махдію, мусульманське місто на африканському узбережжі. Рейд закінчився пограбуванням міста і отриманням великої суми викупу за його звільнення, які також пішли на будівництво собору.

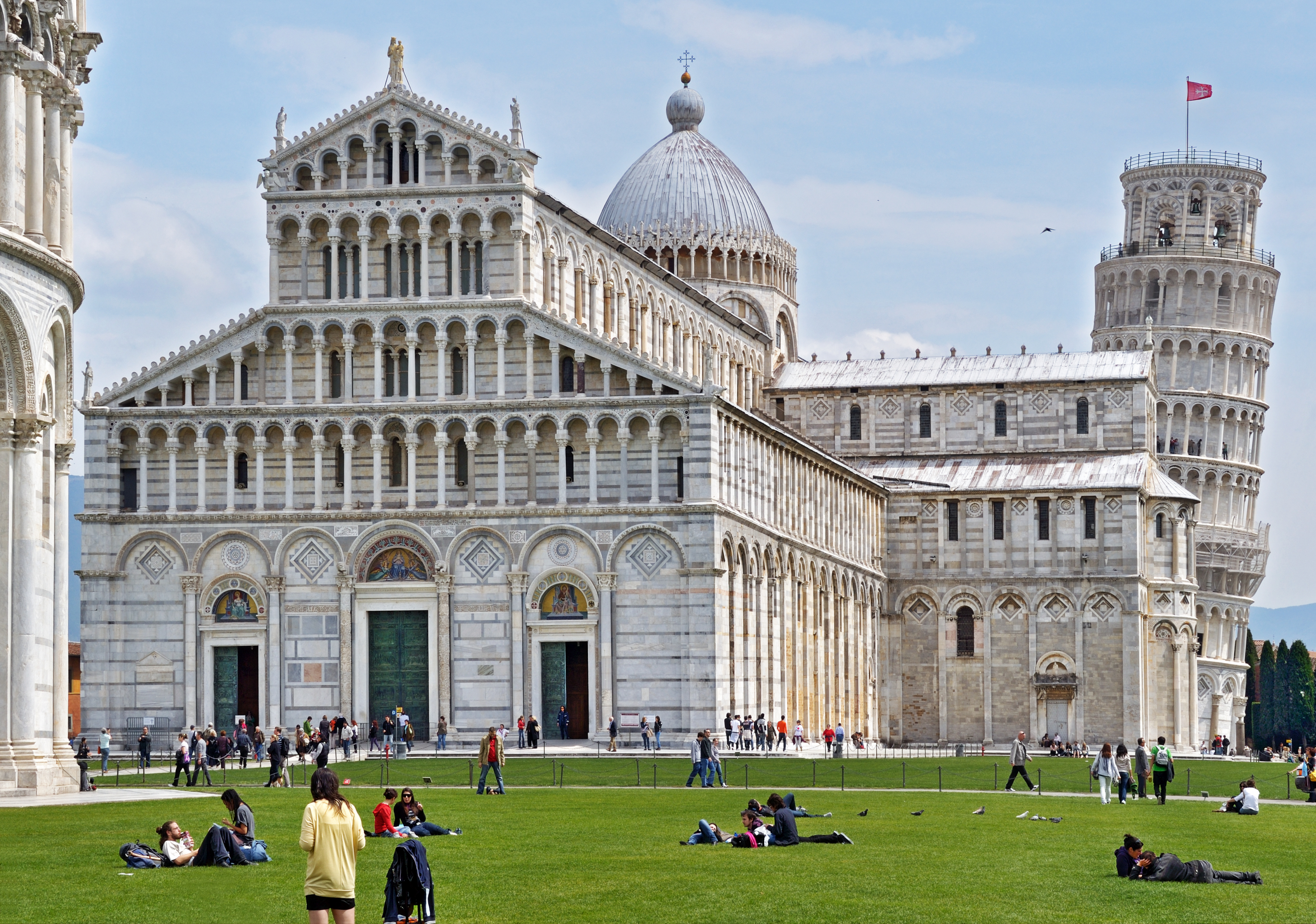
П'яцца-дей-Міраколі

В 1153 році починається будівництво нового баптистерію, розміщеного перед центральним входом до храму з діаметром, рівним ширині фасаду собору.
В момент закладки собору територія площі перебувала поза міськими стінами і її обнесли окремим муром лише в наступному столітті — це зробив консул Кокко Гріффі в 1156 році. Головний вхід на площу в часи середньовіччя вів через Левові ворота, розташовані в північно-західному куті площі і захищені трьома вежами — Санта-Марія, дель-Леоне і Каталло.
У 1173 р. розпочалось будівництво кампаніли (дзвіниці). Ближче до кінця цього століття також розпочалося будівництво резиденції каноніків на південь від дзвіниці, що сформувала південно-східний кут площі. У 1257 році на південній стороні площі було споруджено Нову лікарню Святого духа (Spedale Nuovo di Santo Spirito), де нині розташовано музей синопій, а в 1277 році на північній стороні площі, поруч з мурами — кладовища Кампо-Санто.
Розташування трьох головних будівель на площі, їх просторові взаємозв'язки та особлива конфігурація є предметом міждисциплінарних досліджень, включаючи архітектуру, геометрію і теологію.

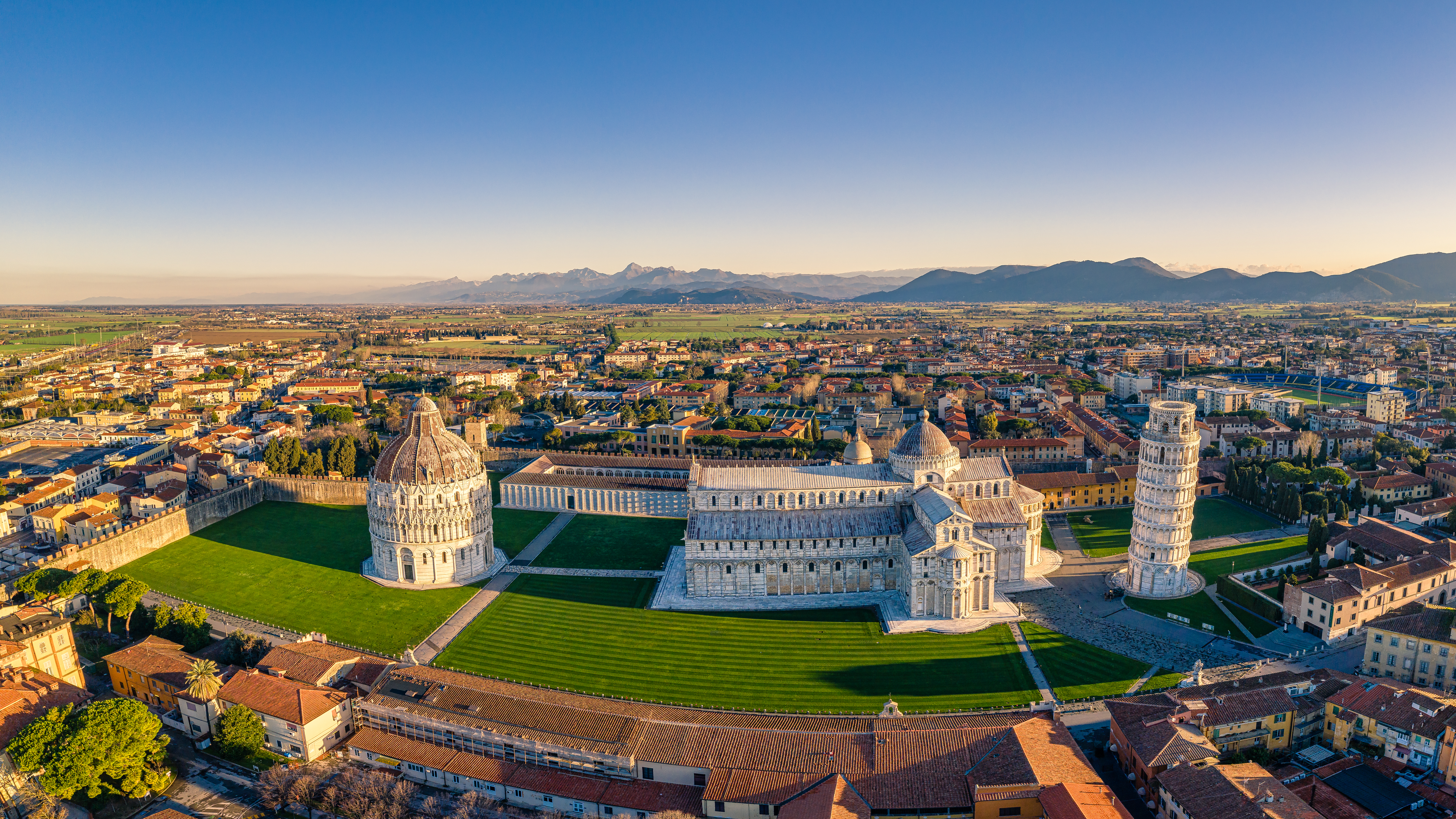
Панорамний вид на П'яцца-дей-Міраколі з півдня

## Кафедральний собор

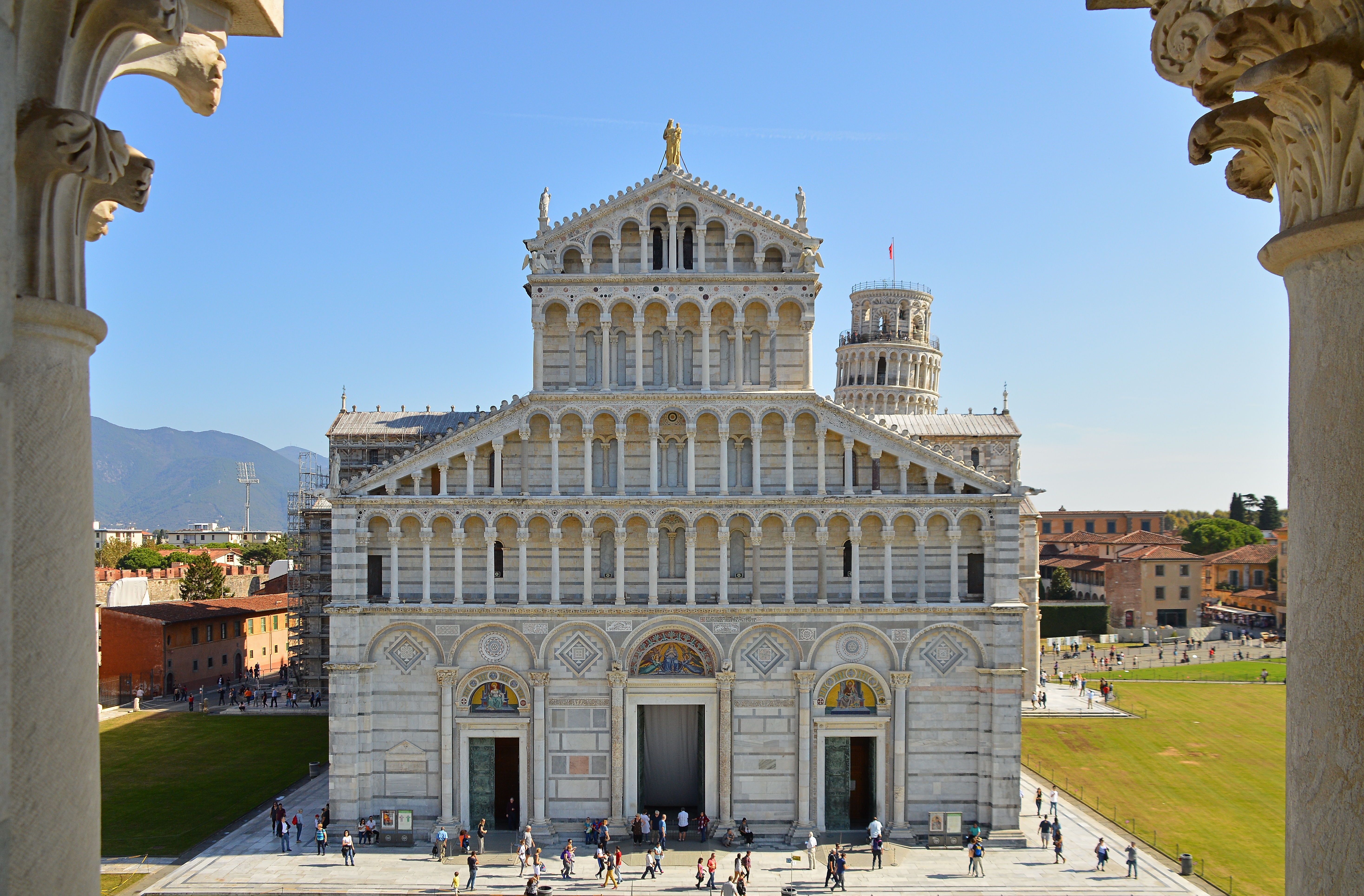
Пізанський Дуомо (кафедральний собор)

На честь перемоги пізанського флоту над сарацинами під Палермо в 1063 році, уряд Пізанської республіки вирішив збудувати величний кафедральний собор. Кошти на будівництво були зібрані з десятої частини доходів від пограбування Палермо та данини з Балеарських островів. Для будівництва собору запрошено архітектора Бусчето Джудіче, який розпочав роботи у 1064 році. При спорудженні собору поєднані різні стилі: елементи візантійської та мусульманської архітектури, романського стилю у його пізанському та ломбардському різновидах.
Великі суми коштів та дорогоцінностей, отримані пізанцями внаслідок нападу на африканське місто Махдія в 1087 році, здійсненого разом з іншими морськими республіками — Генуєю та Амальфі, також пішли на спорудження та прикрашання собору.
Будівництво собору було завершено у 1092 році. У 1118 році його висвятив папа римський Геласій II. Згодом, у 1150-х роках фасад собору було розширено архітектором Райнальдо. Після пожежі 1595 року відбулися реставраційні роботи на чолі із Джамболонья.

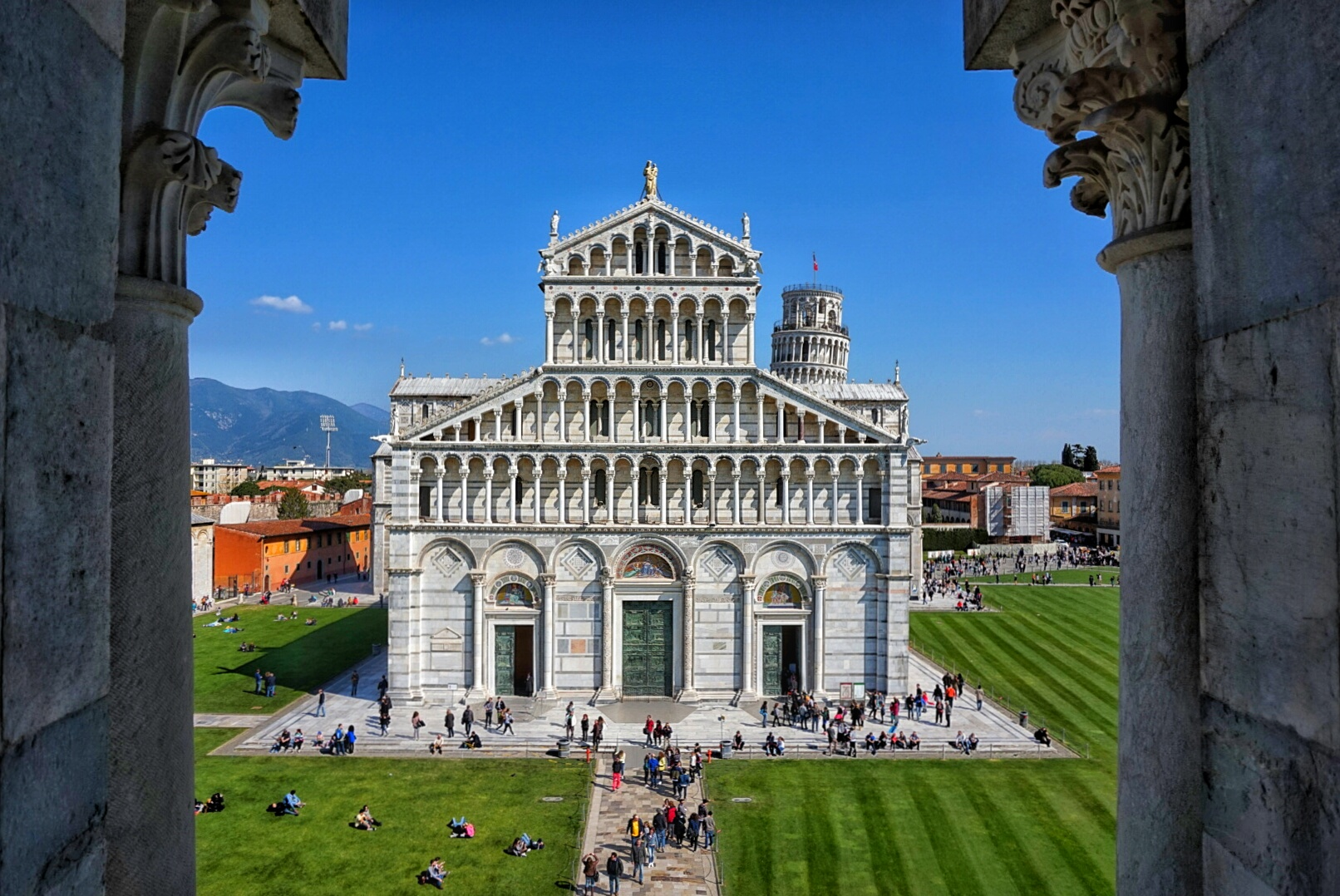
Вид на собор з баптистерія
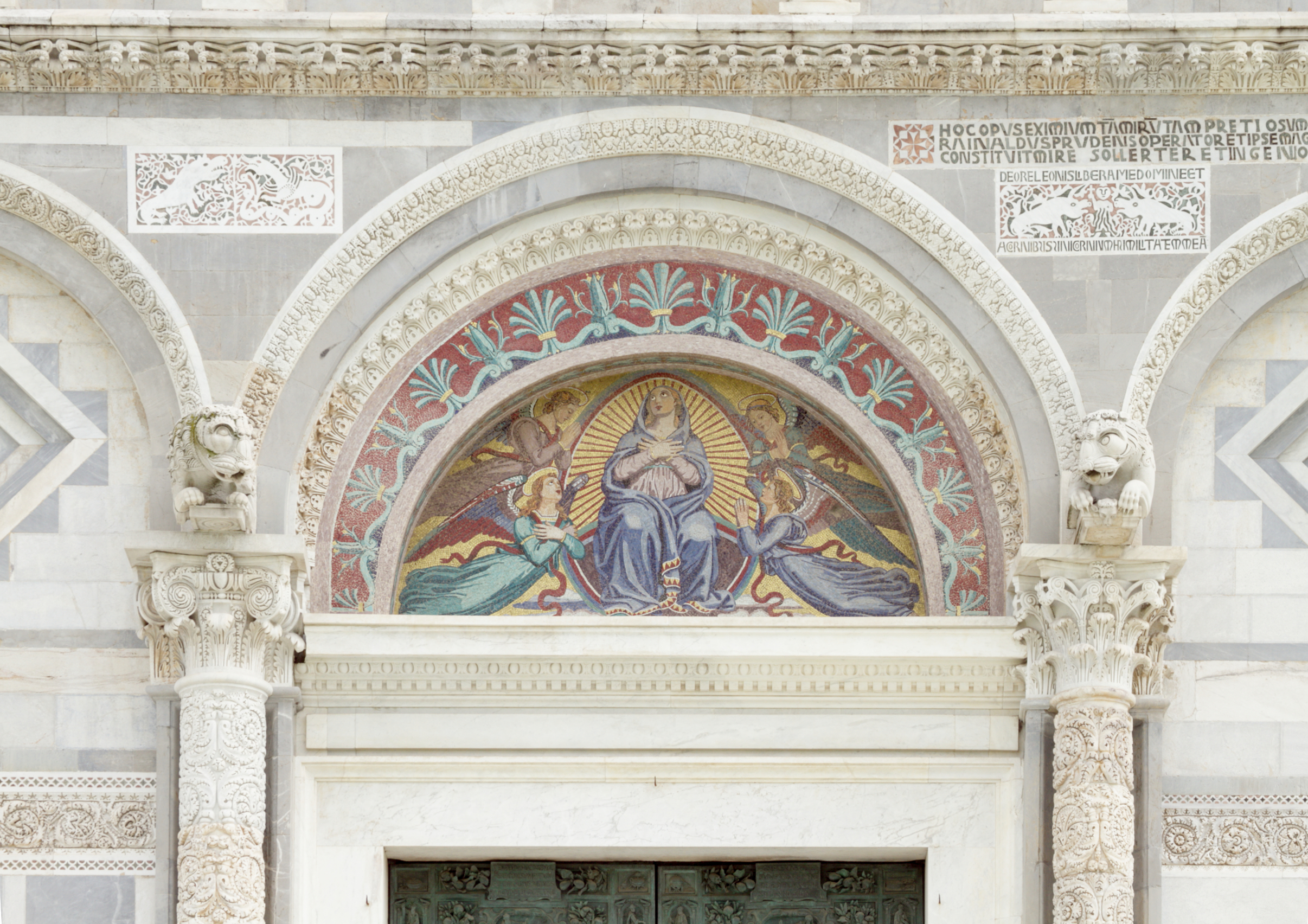
Люнет над центральним порталом
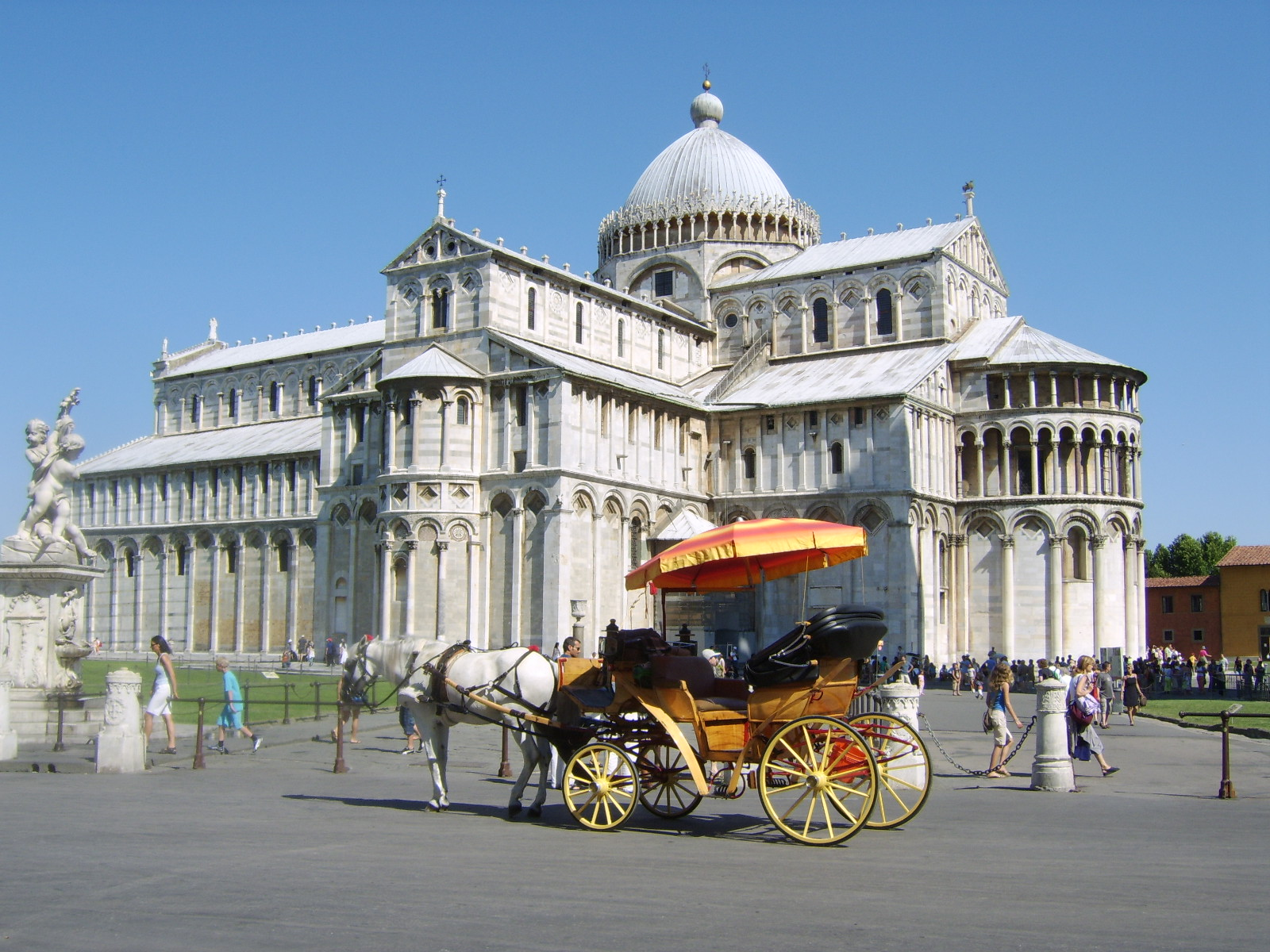
Вид на собор
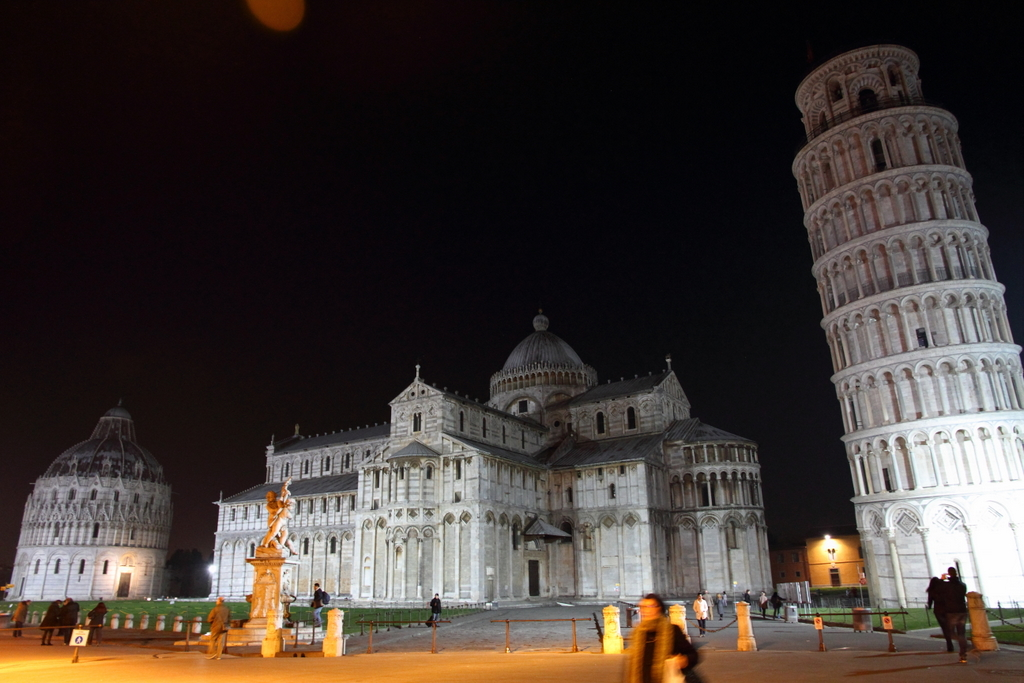
Соборна площа вночі
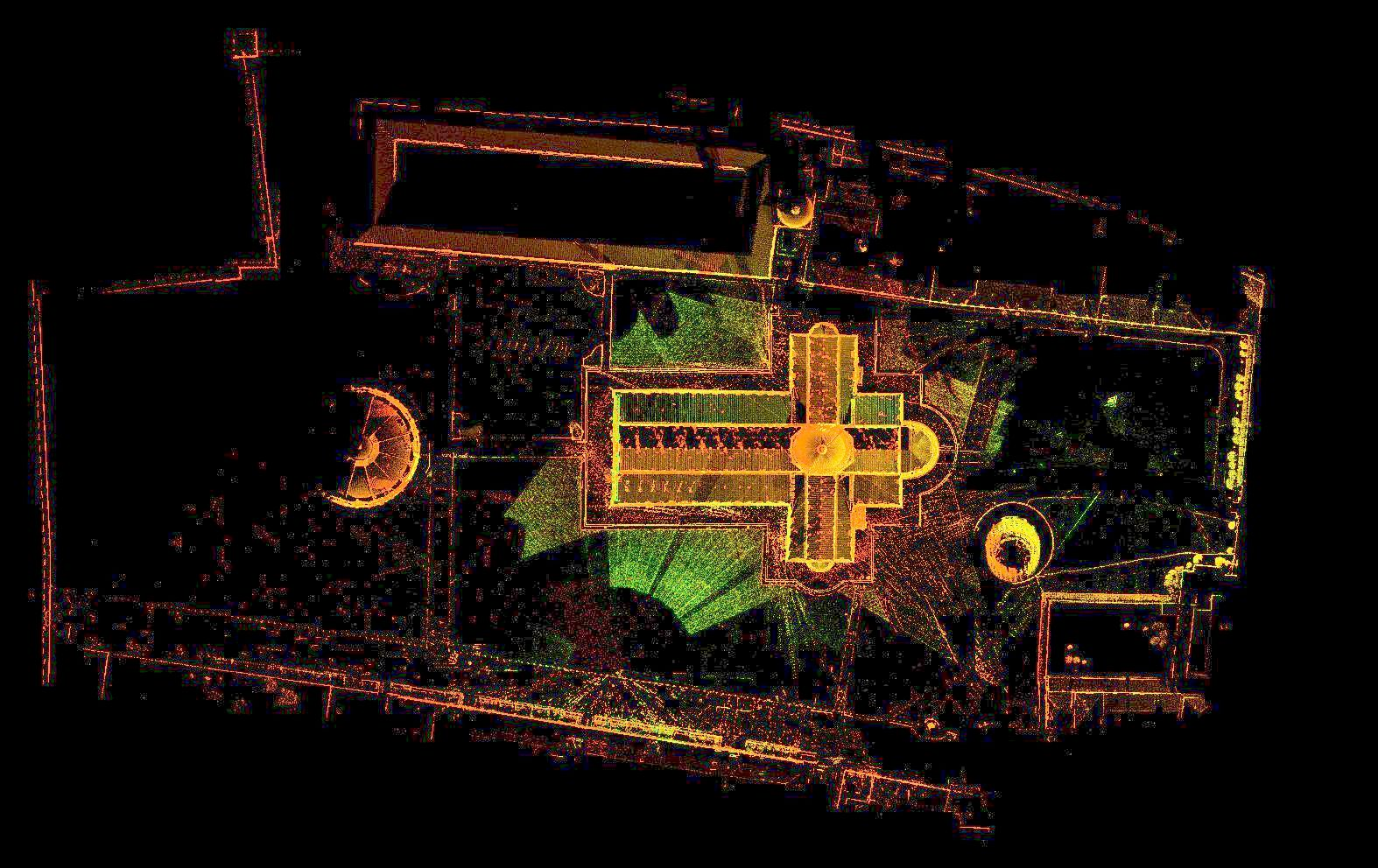
Вид на Соборну площу з висоти пташиного польоту
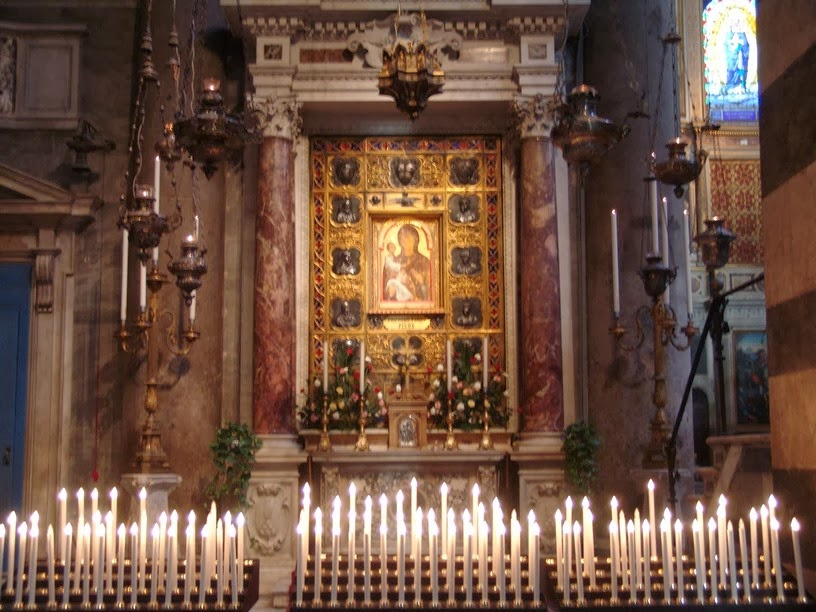
Мадонна з дитиною
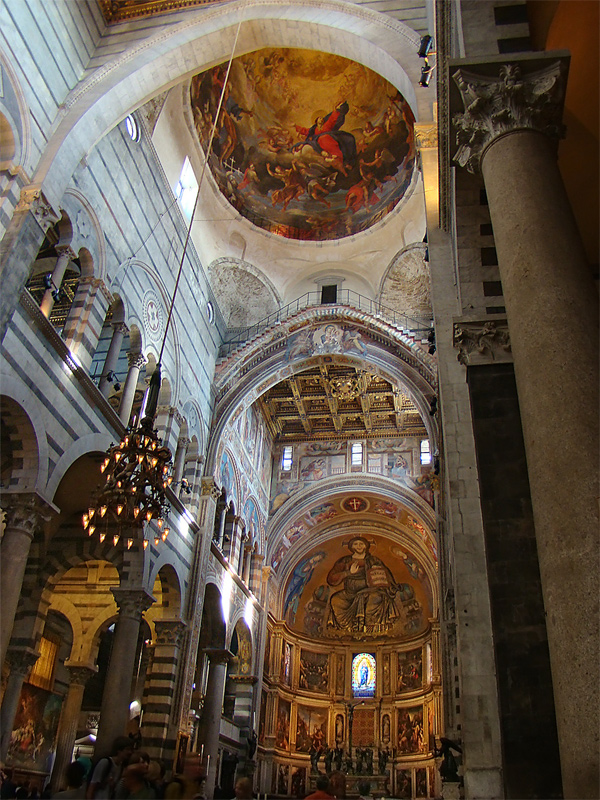
Мозаїки в апсиді
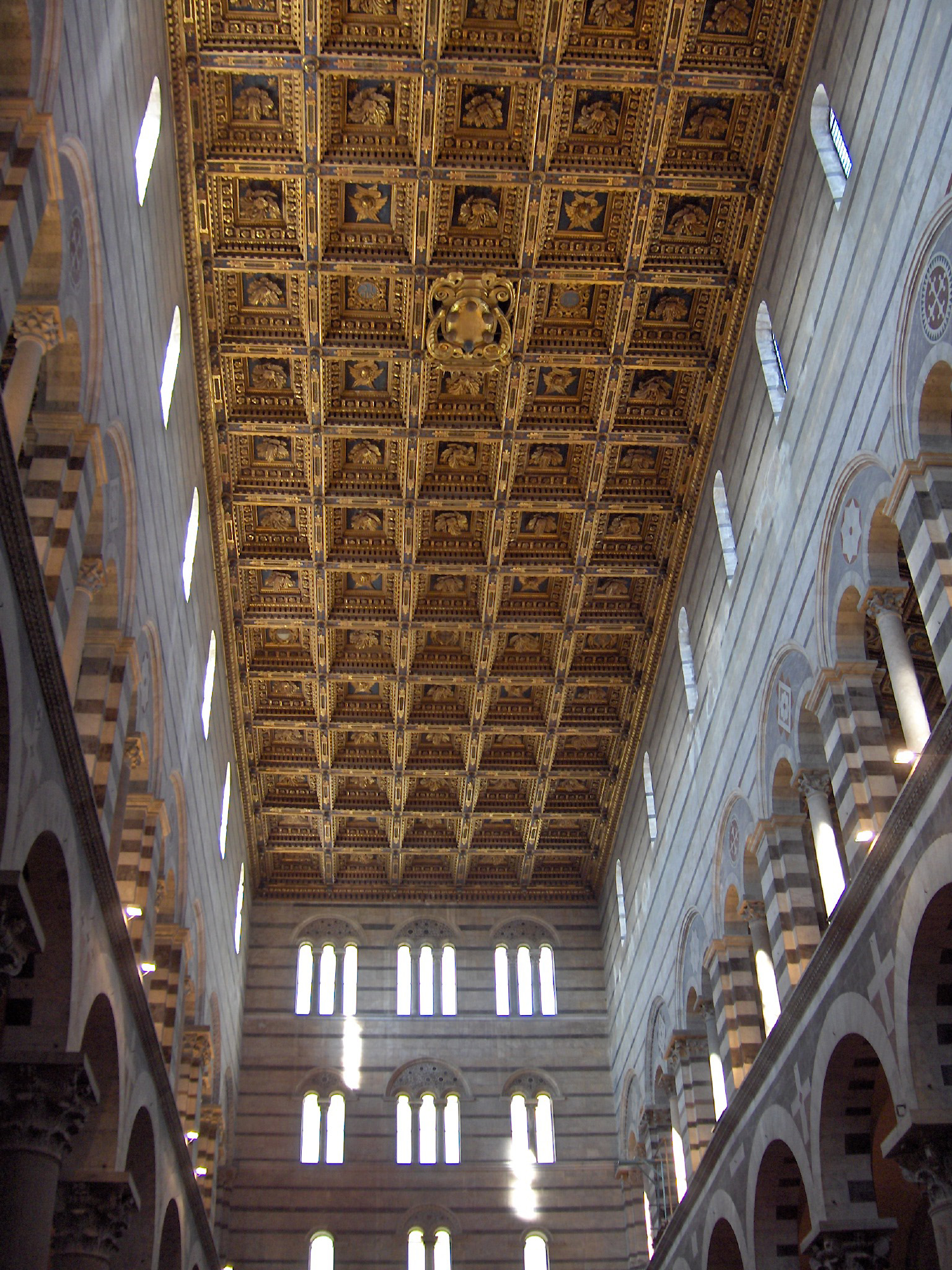
Кесонна стеля собору
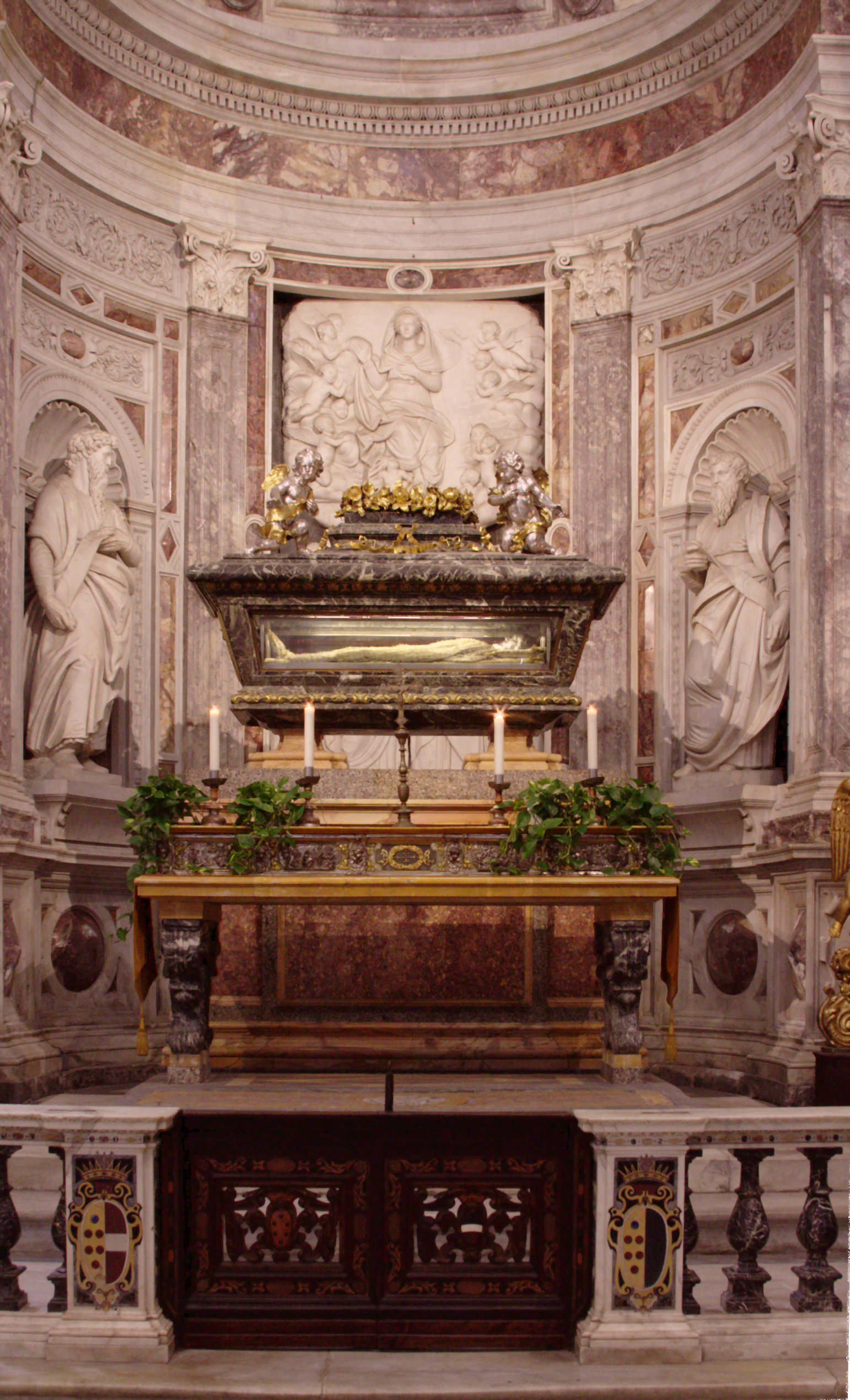
Вівтар Св.Раньєрі
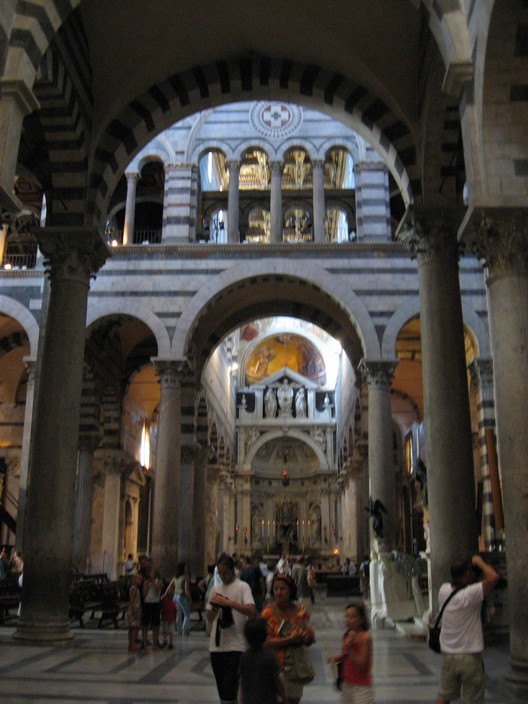
Центральний трансепт
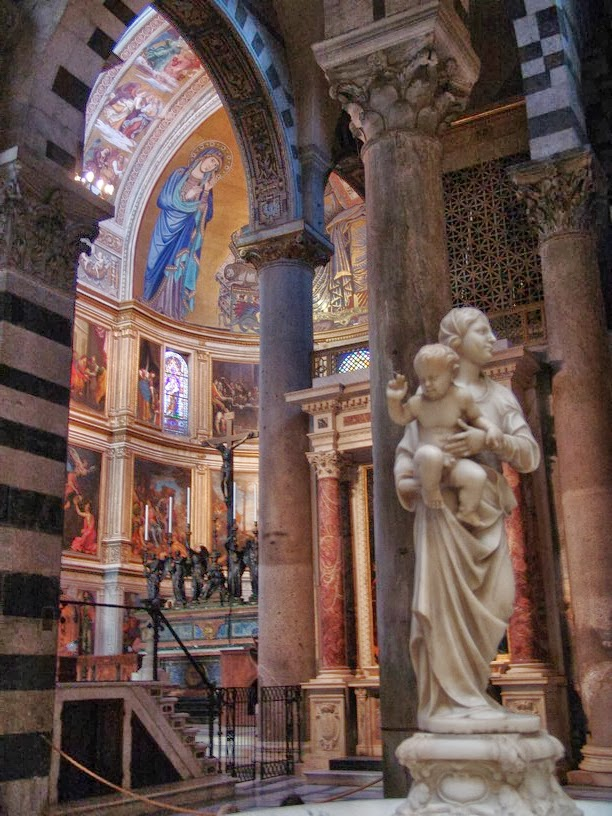
Статуї з білого мармуру
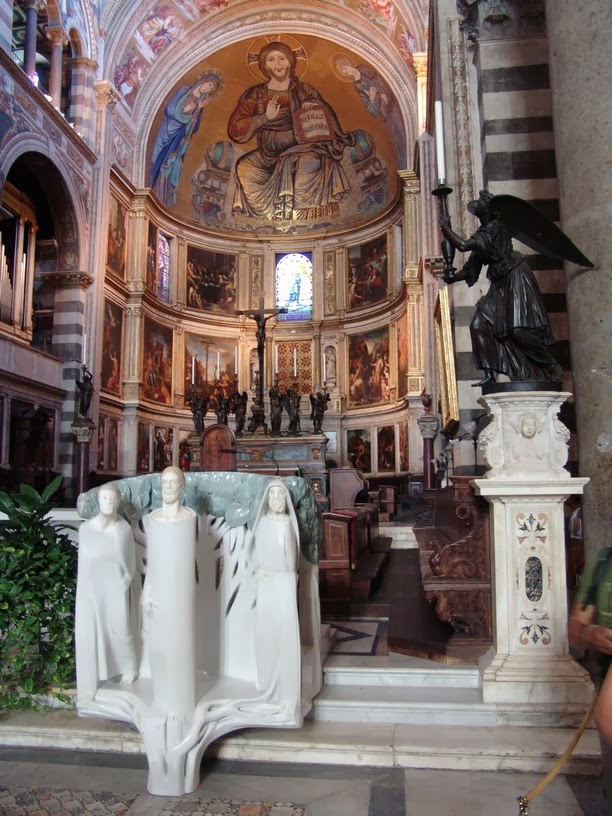
Центральний вівтар
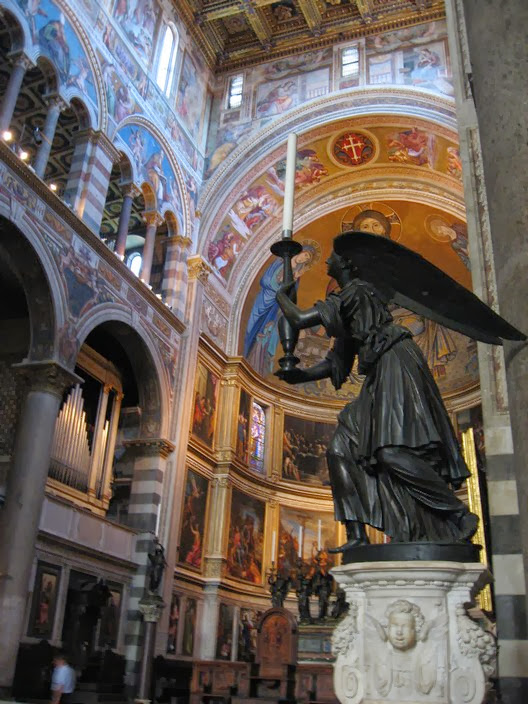
Внутрішній вид

## Баптистерій

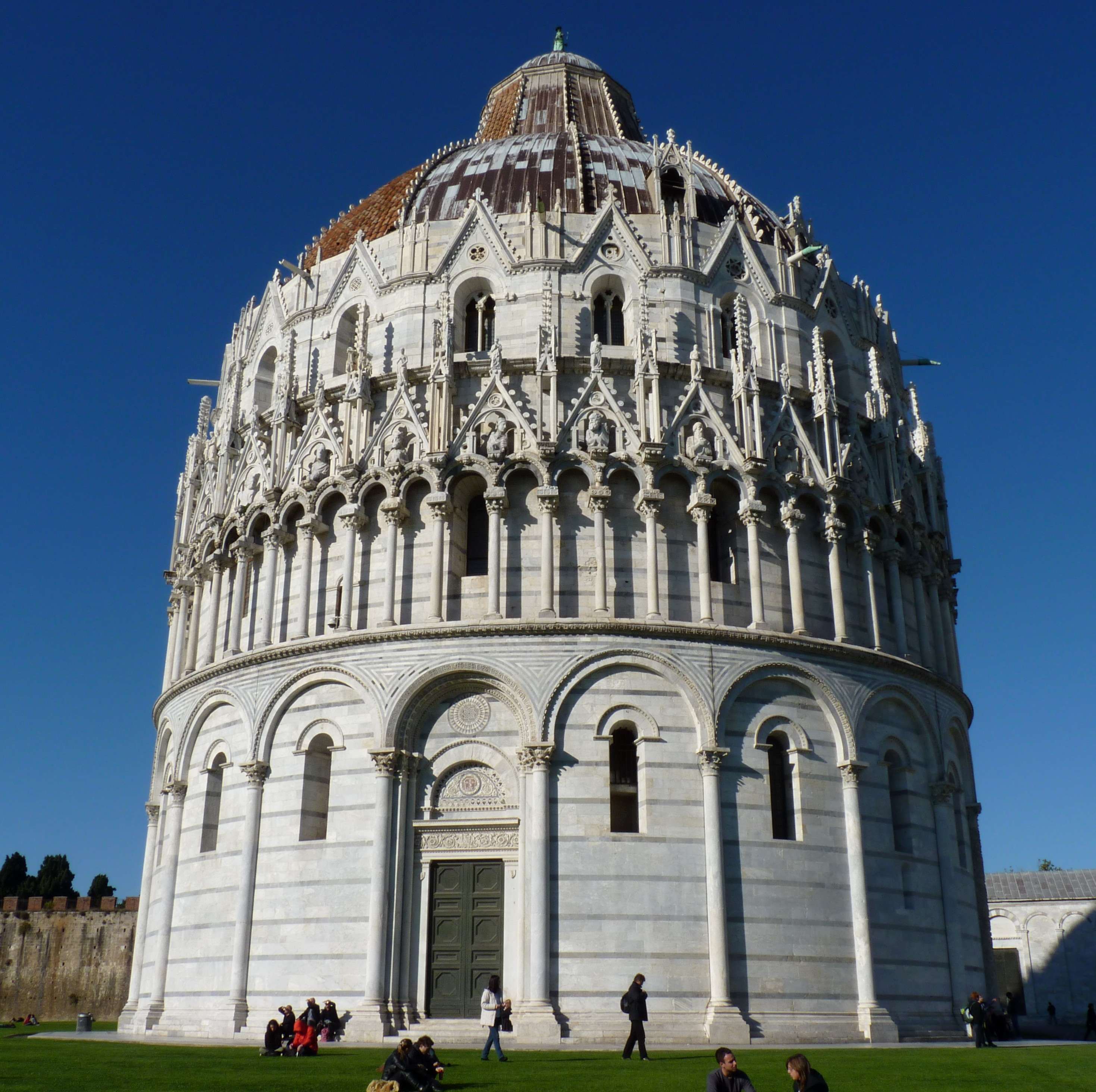
Пізанський баптистерій

Баптистерій Сан-Джованні (італ. Battistero di San Giovanni — Баптистерій Св. Іоана) спроектував Діотісалві, чий підпис можна побачити на двох колонах всередині будівлі, разом з датою 1153.
Пізанський баптистерій є найбільшим в Італії, висотою 54,86 м та діаметром 34,13 м. Він є прикладом переходу від романського стилю до готики: його нижня частина збудована у романському стилі, з округлими арками, а верхня — у готичному, з гострими арками. Баптистерій збудований з мармуру.
Оригінальна форма баптистерію за проектом Діотісалві була відмінної від сучасної, і ймовірно близька до церкви Гробу Господнього у Пізі його ж роботи, збудованої за 40 років до того, з її пірамідальним дахом над восьмикутними стінами, та натхненна єрусалимськими Храмом Соломона та Куполом Скелі. Але Нікола Пізано, що продовжив будівництво після смерті Діотісалві змінив стиль на більш сучасний йому готичний, та додав зовнішній дах у формі куполу. Внаслідок існування двох дахів — пірамідального внутрішнього та купольного зовнішнього будівля отримала ідеальну резонансну акустику.
Інтер'єр вражає своєю монументальністю, але в той же час дуже аскетичний. Восьмикутна купіль по центру була створена 1246 року Гвідо Бігареллі да Комо, а бронзова скульптура Івана Хрестителя по центру купелі є роботою Італо Грізеллі.
Кафедра була створена між 1255—1260 роками Ніколо Пізано, батьком Джованні Пізано, який створив кафедру у сусідньому Пізанському соборі. Скульптурні зображення на кафедрі баптистерію, особливо класична антична форма оголеного Геракла, що перегукується з античними прототипами, роблять Ніколу Пізано одним з найбільш важливих попередників скульптури Італійського Відродження, тож огляд історії італійського проторенесансу часто починають саме з 1260 року, року, в якому Ніколо Пізано завершив спорудження кафедри пізанського баптистерію. Роботи Пізано вплинули на творчість ренесансних скульпторів Донателло, Гіберті і Лука делла Роббіа.

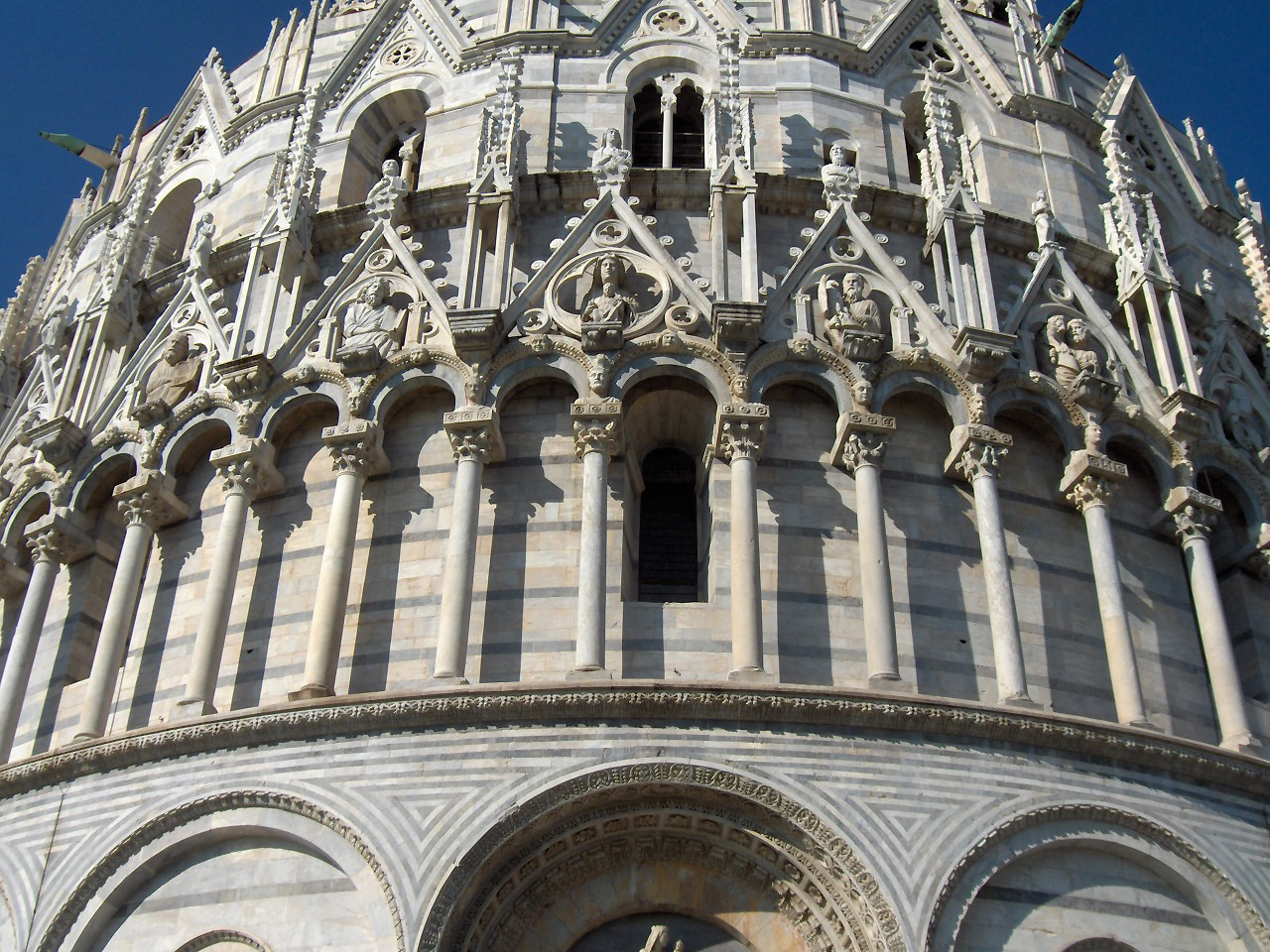
Купол баптистерія
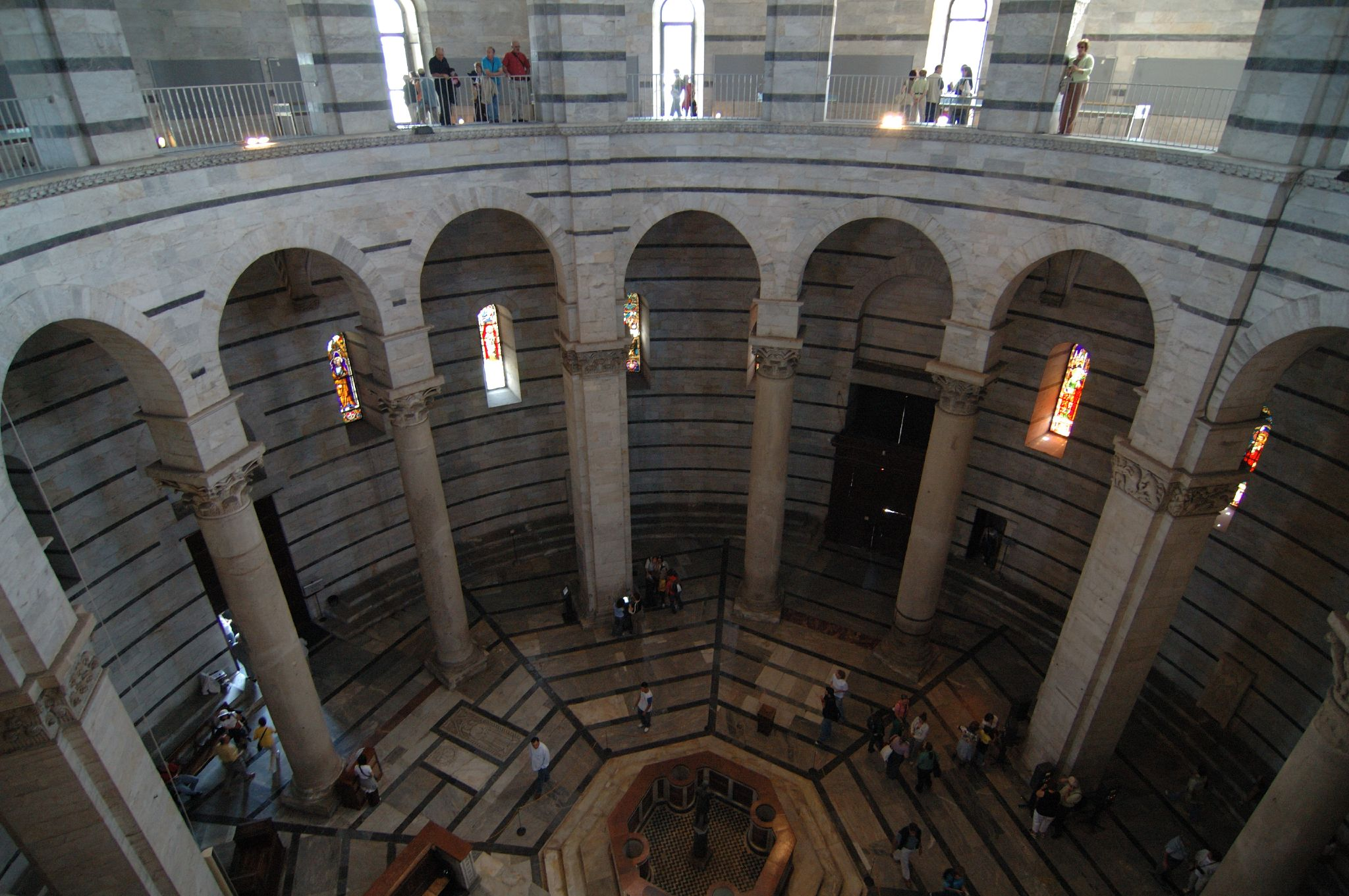
Інтер'єр
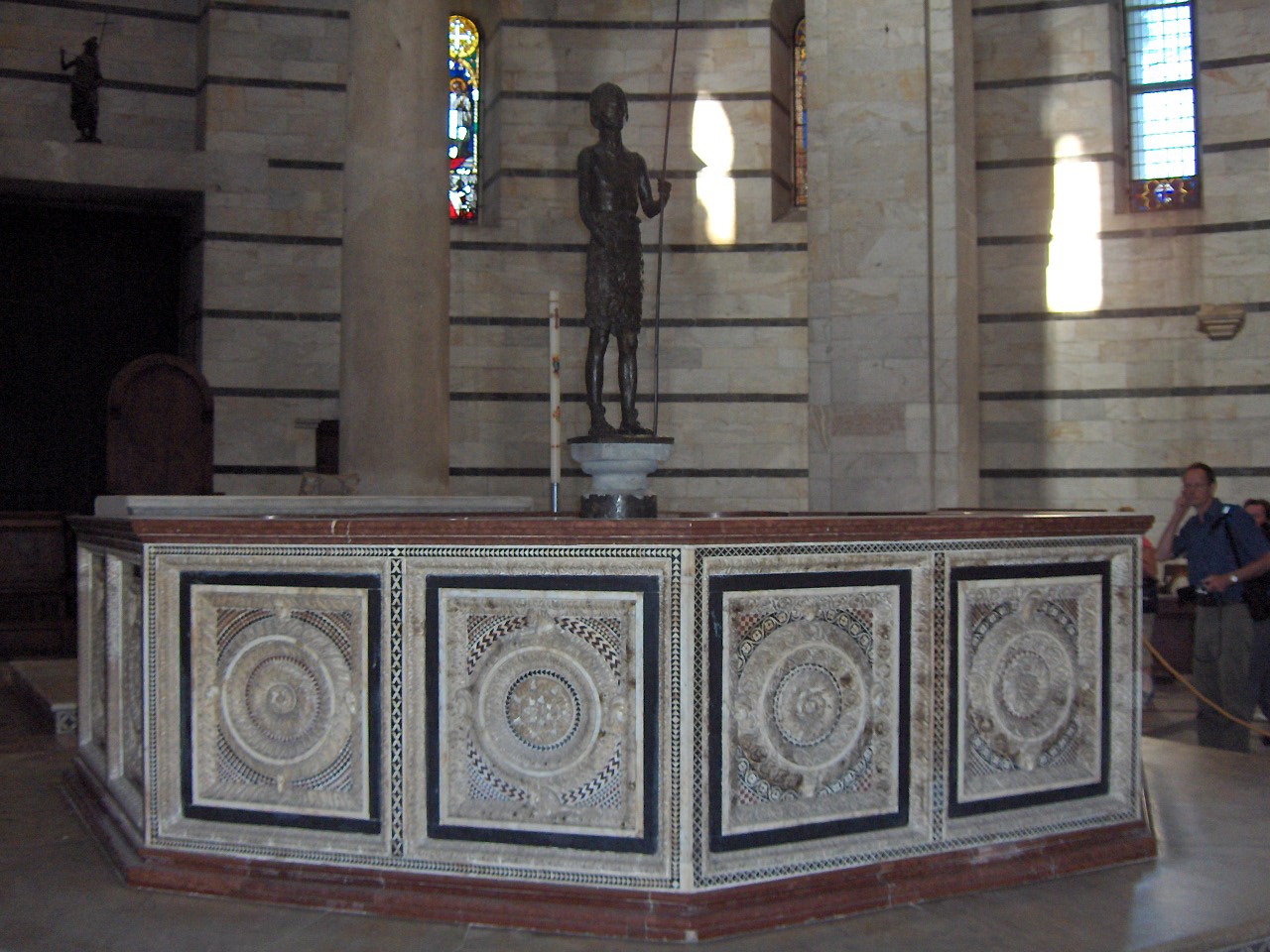
Купальня
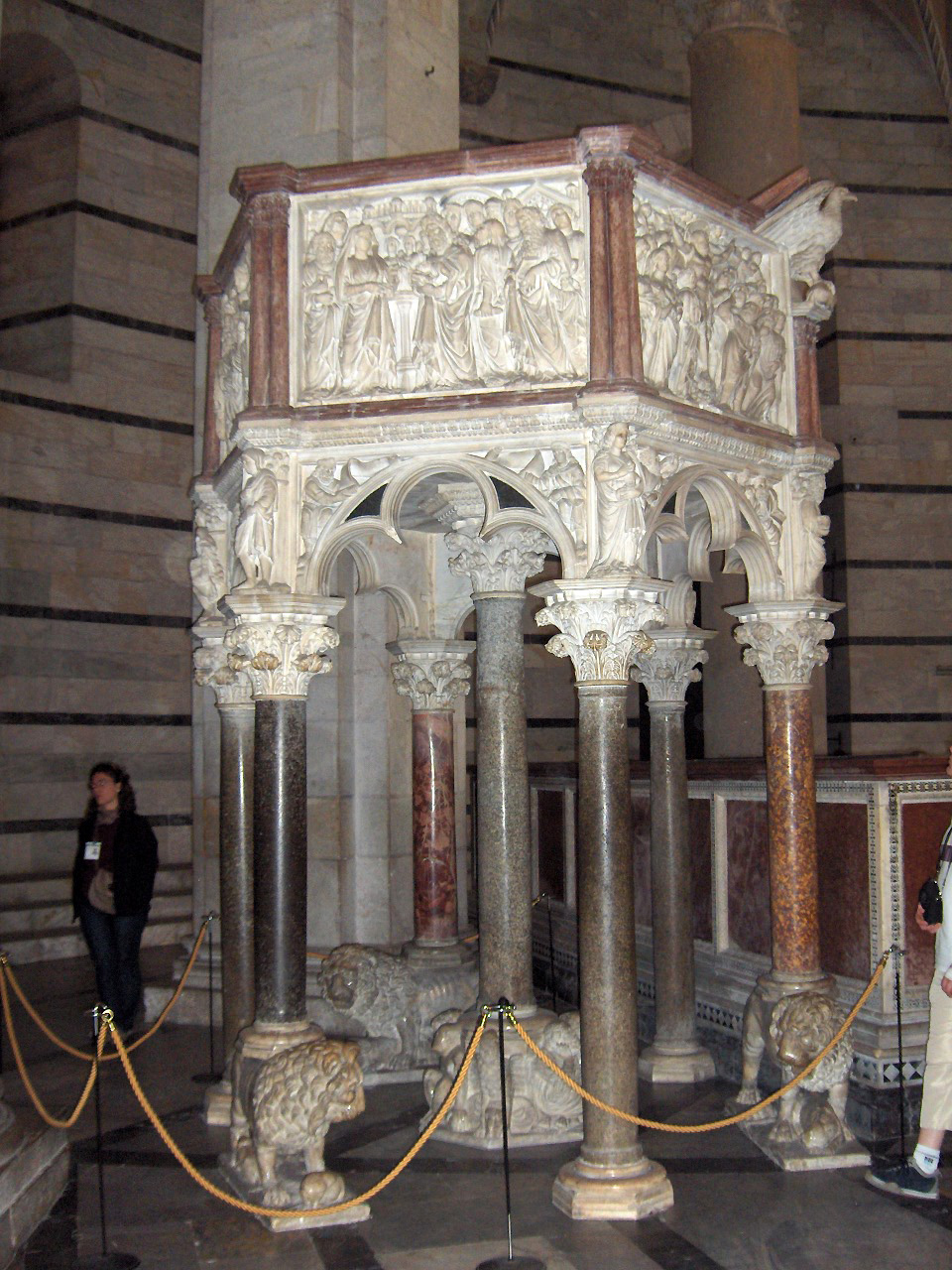
Кафедра Ніколо Пізано
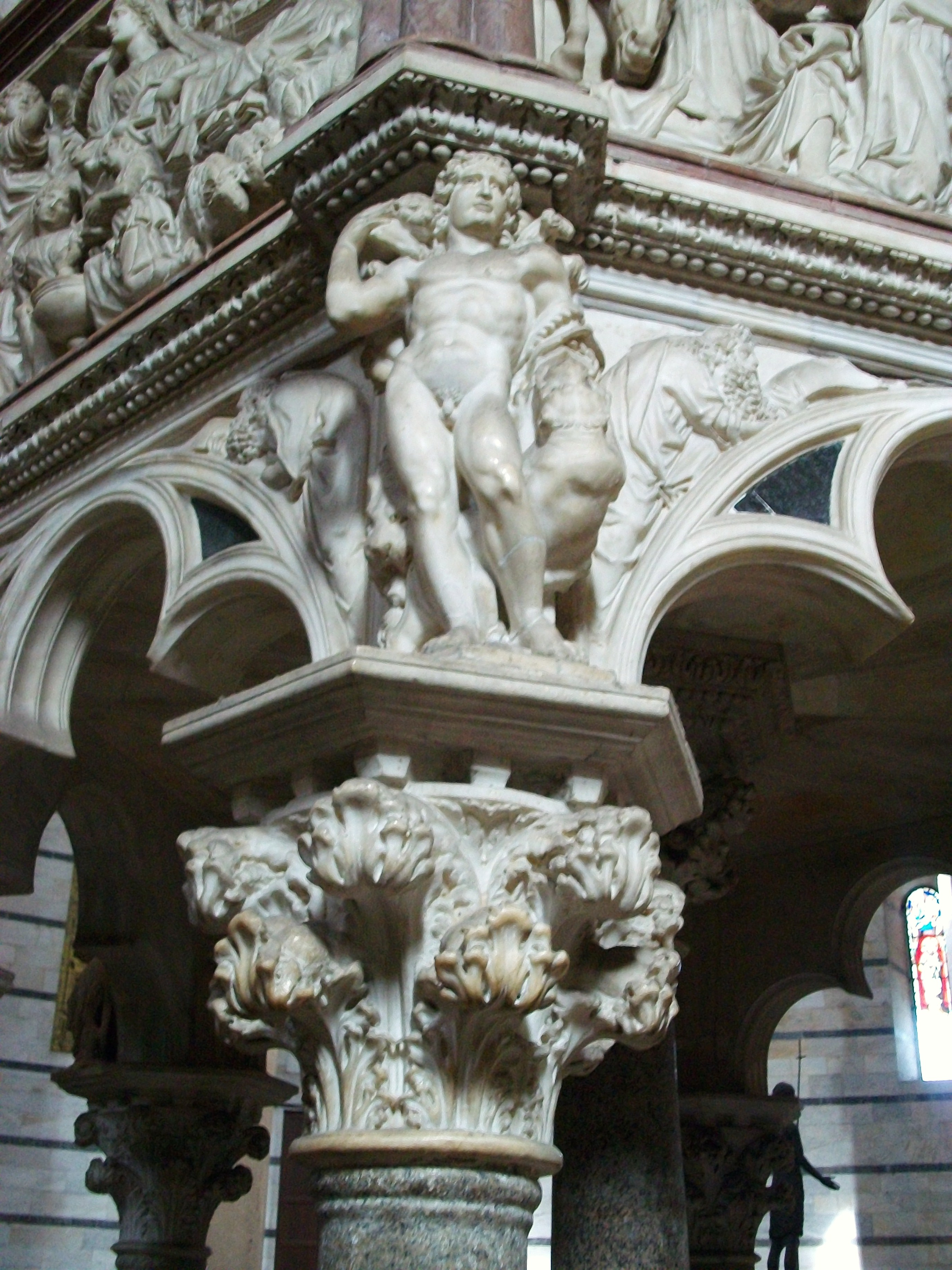
Скульптура Геракла
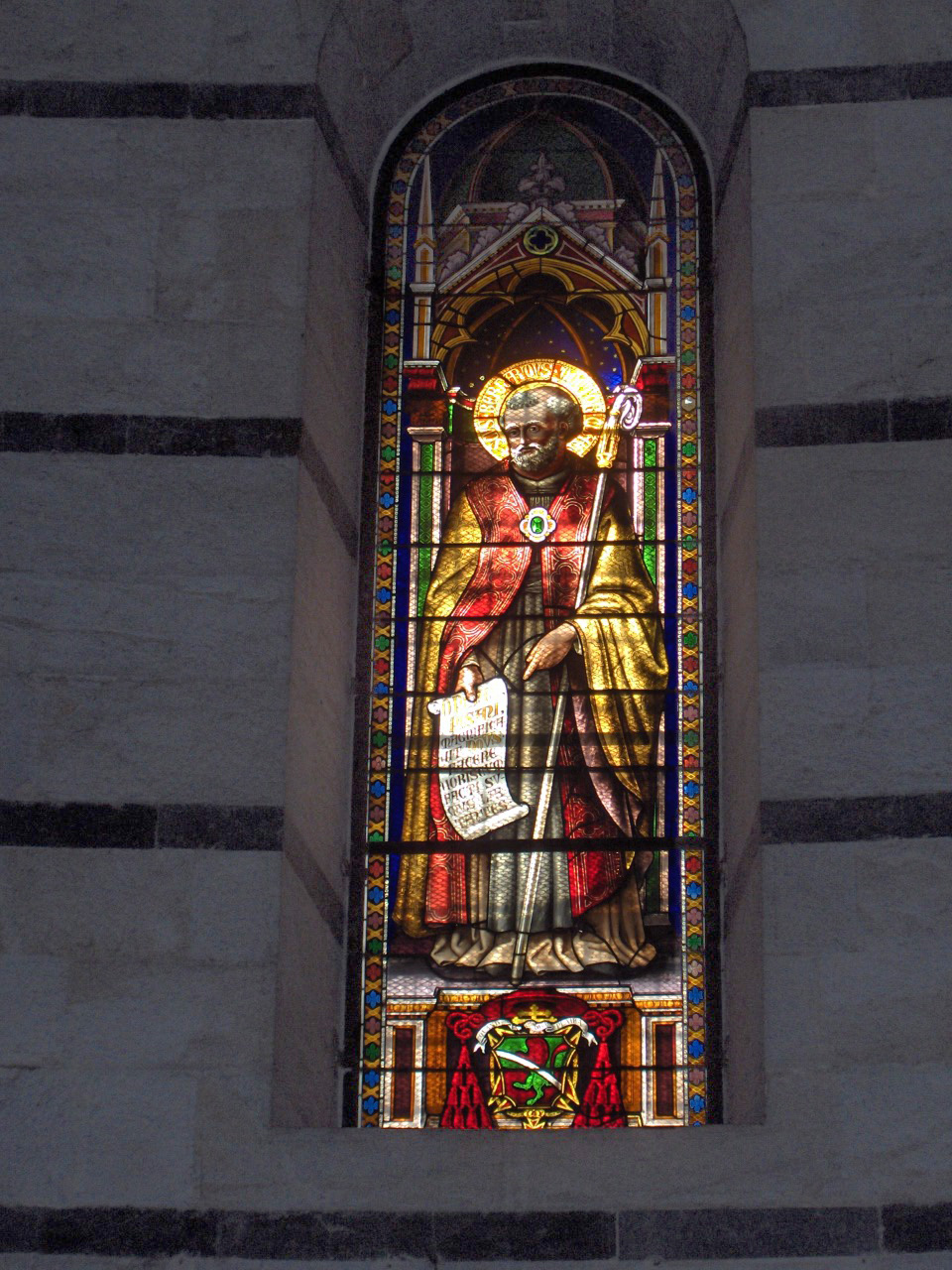
Вітражі
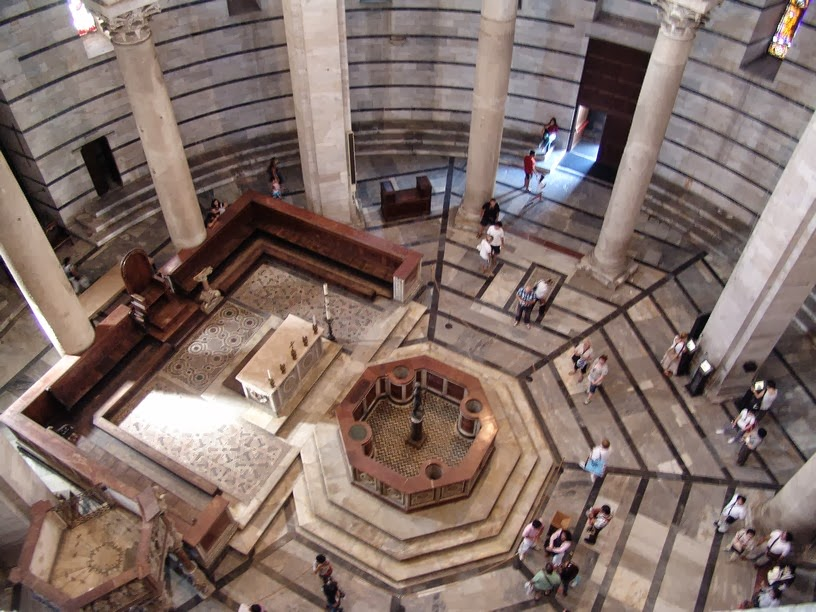
Підлога Баптистерію

## Дзвіниця

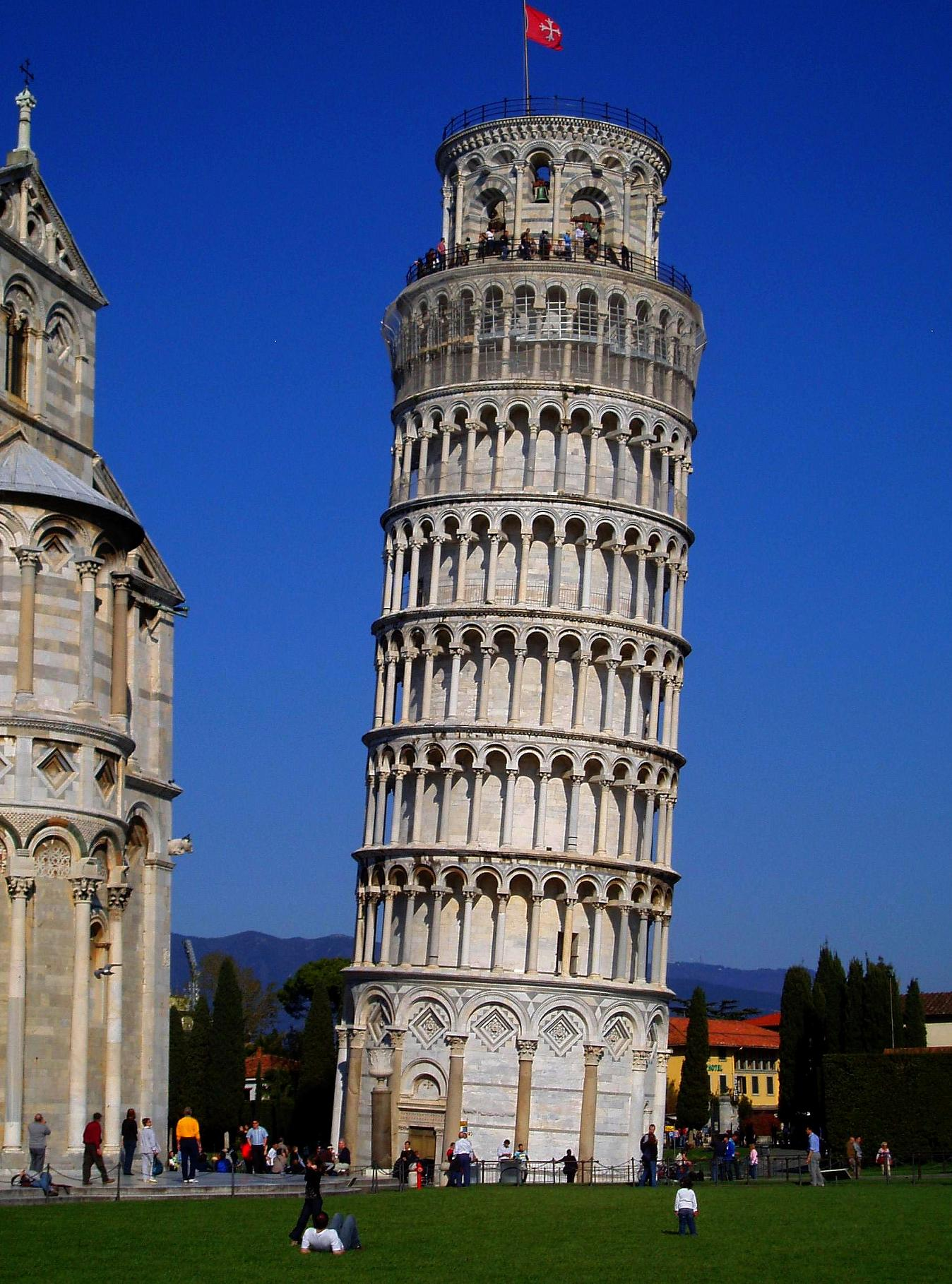
Пізанська кампаніла

Будівництво дзвіниці було розпочато 9 серпня 1173 року майстрами Вільгельмом (Гульєльмо) з Інсбрука і Бонанно Пізано. Загальна висота вежі передбачалася 98 метрів. В 1178 році, після зведення цокольного поверху вежі і двох поверхів з колонадами, разом заввишки лише 10,5 метрів, Бонанно виявив, що дзвіниця відхилилася від вертикалі на чотири сантиметри. Майстер припинив роботу і зник з міста. Час від часу роботу з будівництва відновлювали, і до 1233 року було зведено лише чотири поверхи.
Лише через сто років після початку будівництва, в 1275 році, міська влада знайшла сміливця, який ризикнув продовжити зведення дзвіниці. Коли архітектор Джованні ді Сімоне відновив роботи, відхилення верхнього карниза вежі від вертикалі становило 50 сантиметрів. Ризик був дуже великий. Тому, закінчивши п'ятий колонадний поверх, він також припинив роботу.
У 1350 році, коли відхилення від вертикалі становило вже 92 сантиметри, за роботу взявся архітектор Томмазо ді Андреа де Понтедера. Він продовжив будувати дзвіницю, компенсувавши утворений нахил шляхом викривлення конструкції і «завалення» її у протилежний нахилу бік. Вісім ярусів вежі Томмазо увінчав дзвіницею з бронзовим дзвоном. Так, через 164 роки після початку будівництво вежі нарешті було завершено. Але порівняно з початковим проектом вона залишилась скороченою на чотири поверхи і без даху (за первинним задумом після першого поверх мало йти 10 поверхів з аркадами і 12-й поверх  — дзвіниця, а вінчати кампанілу повинен був дах). До недавнього часу нахил вежі збільшувався зі швидкістю 1 мм на рік. У 1934 році Беніто Муссоліні наказав своїм архітекторам випрямити Пізанську вежу. У фундамент вежі залили бетон, але від цього вона лише глибше просіла в землю. У 1993 році почались чергові реставраційні роботи, що коштували 200 мільйонів фунтів стерлінгів. Замість того, щоб підтримувати ту частину вежі, що просідає, британський інженер Джон Берленд, який керував роботами, вирішив вирівняти вежу шляхом підкопу з її стійкого боку. Із застосуванням працюючих за принципом штопора свердл з під північної сторони вежі було видобуто декілька тон ґрунту і таким чином кут нахилу всесвітньовідомої вежі було виправлено на 40 см.

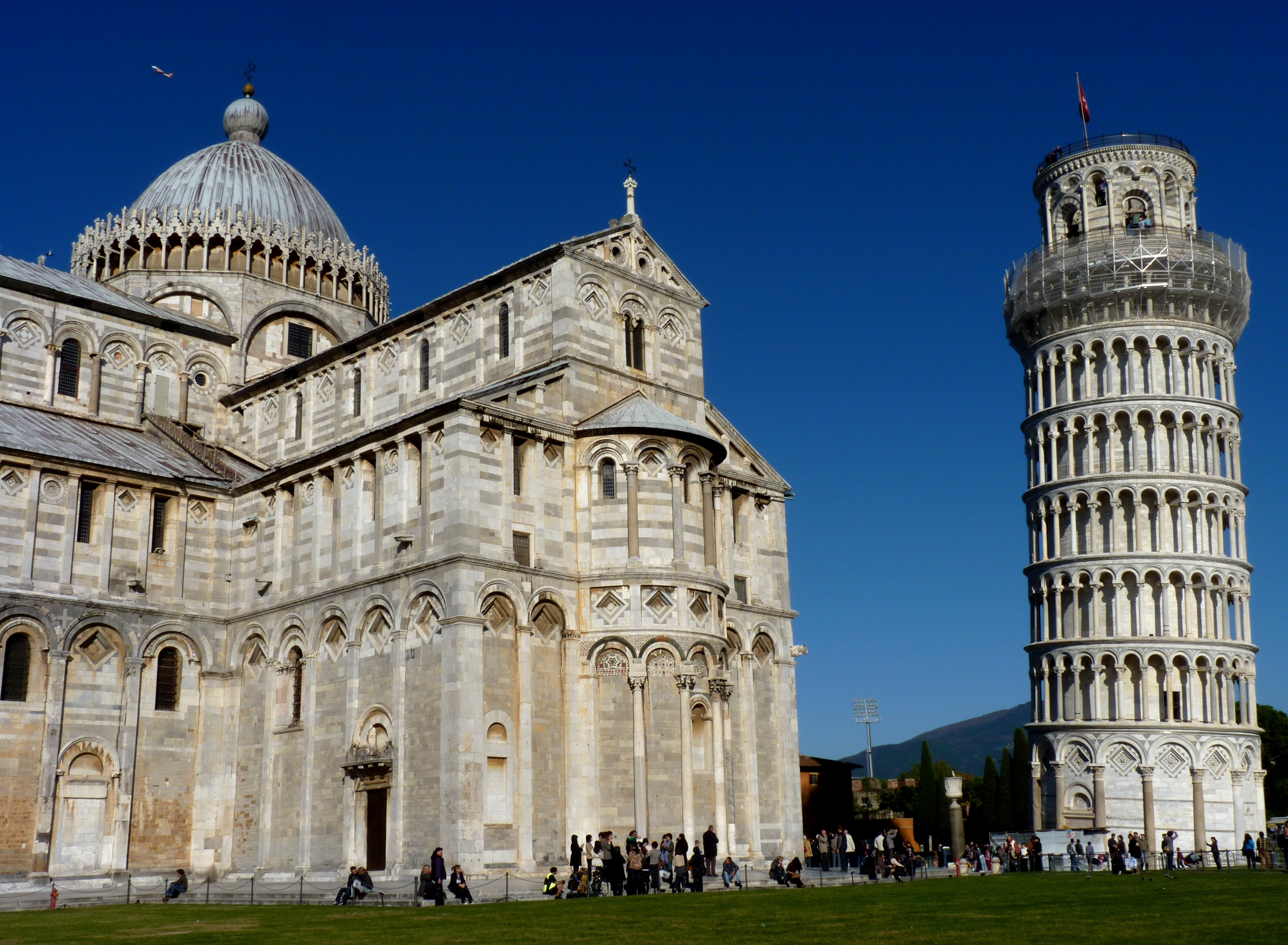
Кампаніла і Собор
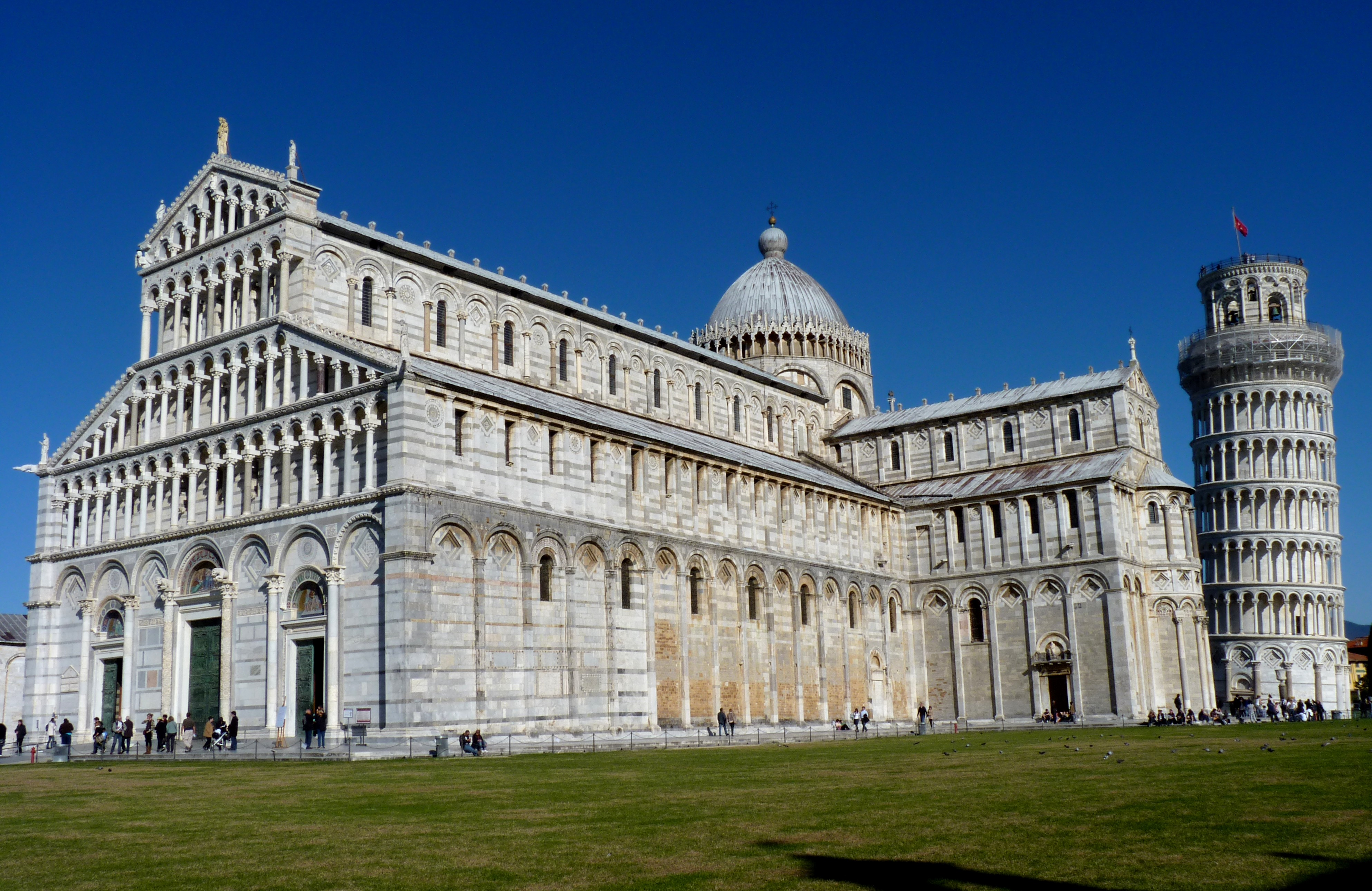
Кампаніла і Собор
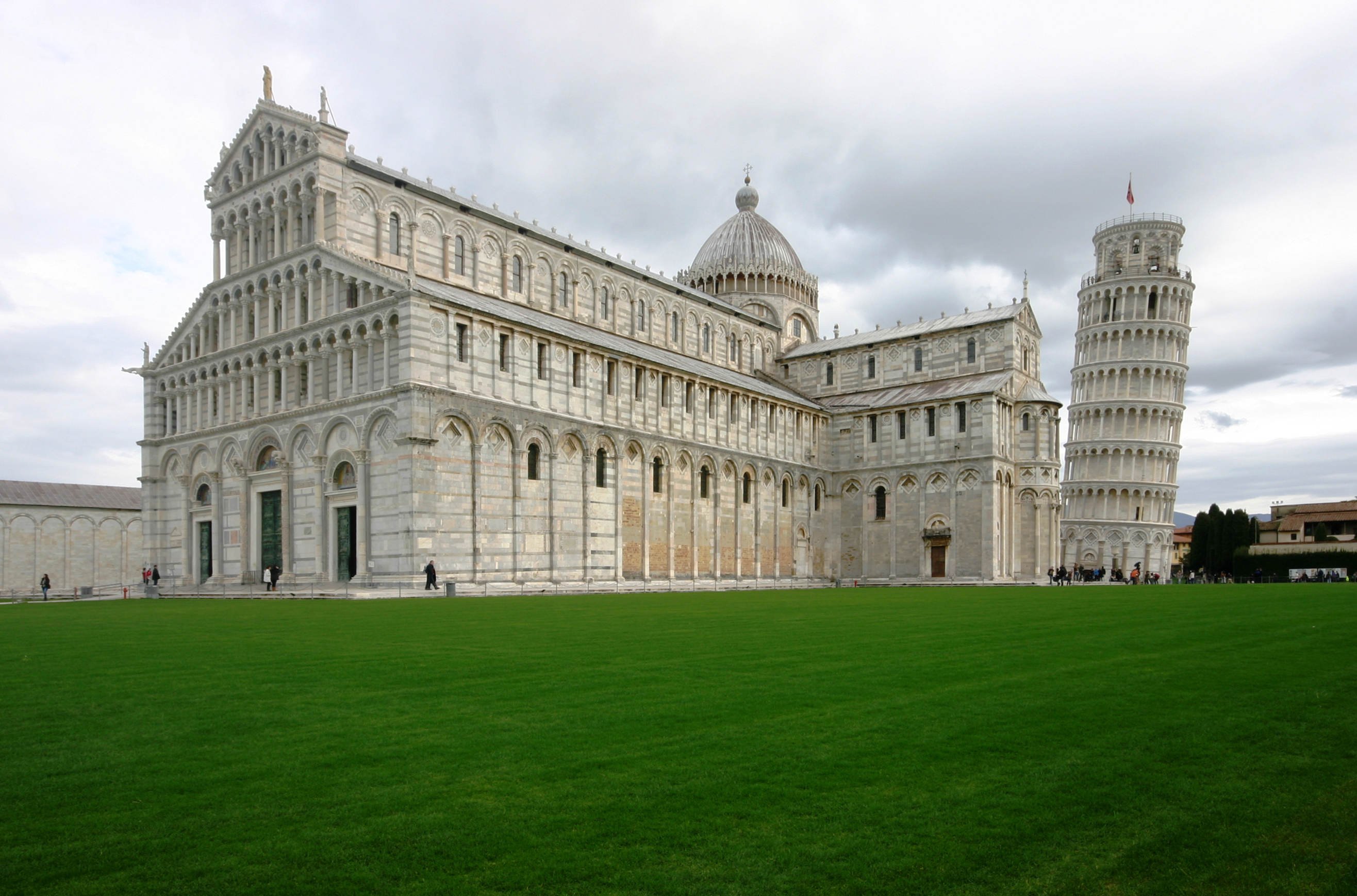
Кампаніла і Собор
Кампаніла і Собор вночі
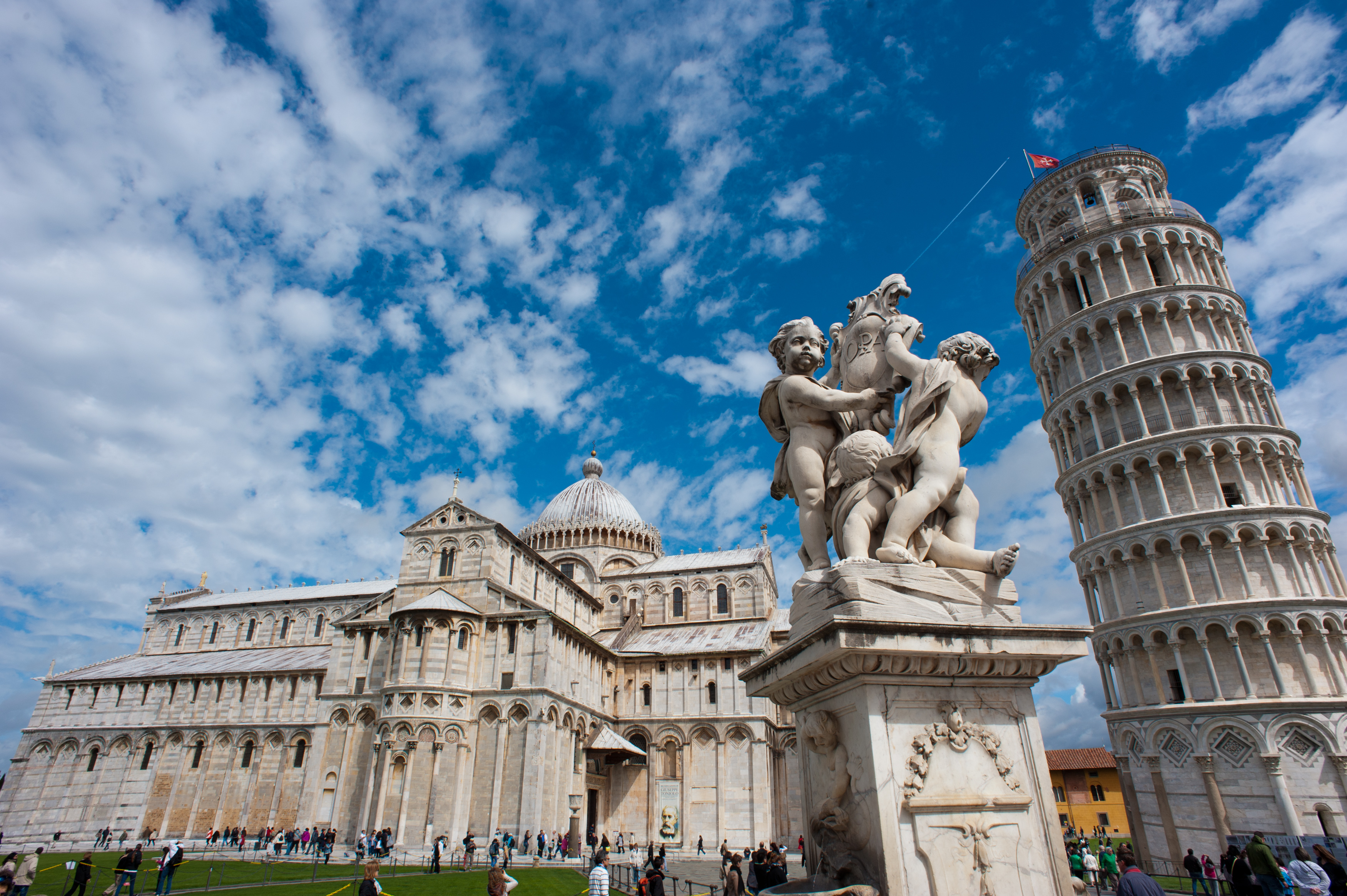
Кампаніла і Собор

## Кампосанто Монументале
Будівля цвинтаря стала четвертою і останньою, яку звели на Соборній площі. В XII ст. архієпископ Пізи Убальдо д'Ланфранчі привіз в місто з Четвертого хрестового походу до Святої землі ґрунт з Голгофи. Його розмістили на кладовищі, що існувало на Соборній площі і, таким чином, заможні городяни отримали можливість бути похованими в тій самій землі, в якій був похований Ісус Христос. Будівля кладовища датується століттям після привезення ґрунту з Голгофи і була зведена над попереднім цвинтарем.
Будівництво цієї величезної витягнутої готичної споруди над попереднім цвинтарем було розпочато в 1278 році архітектором Джованні ді Сімоне, через століття після привезення ґрунту з Голгофи. Сімоне помер у 1284 році, в рік, коли Піза зазнала вирішальної поразки від Генуї у морській битві при Мелорії, яка назавжди підірвала морські та військову могітність Пізи. Будівництво кладовища було завершено лише в 1464 році. Під час другої світової війни будівля була серйозно пошкоджена запалювальними бомбами, які спричинили пожежу, що повністю знищила фрески, які прикрашали її стіни.

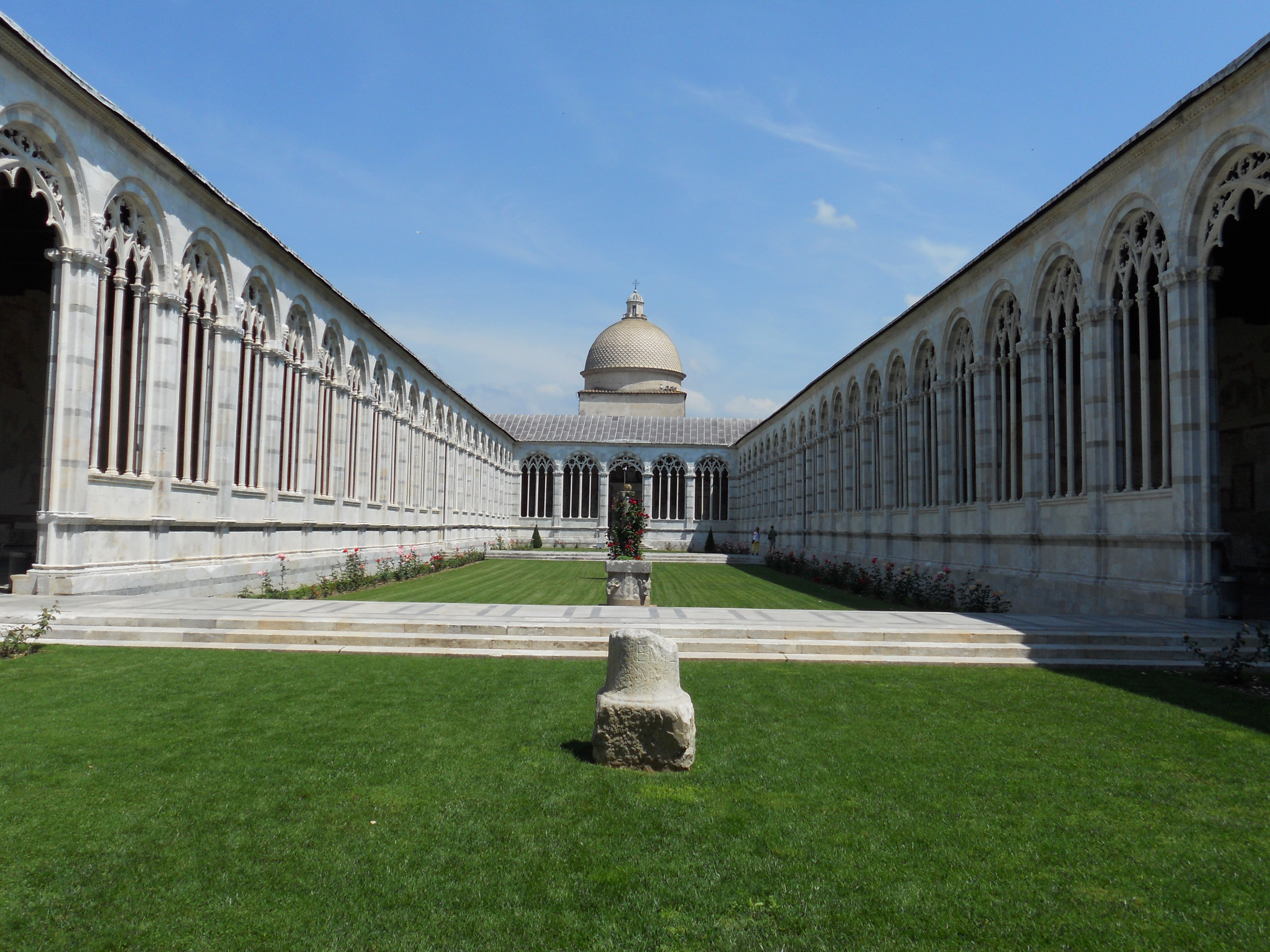
Внутрішній двір Кампосанто Монументале
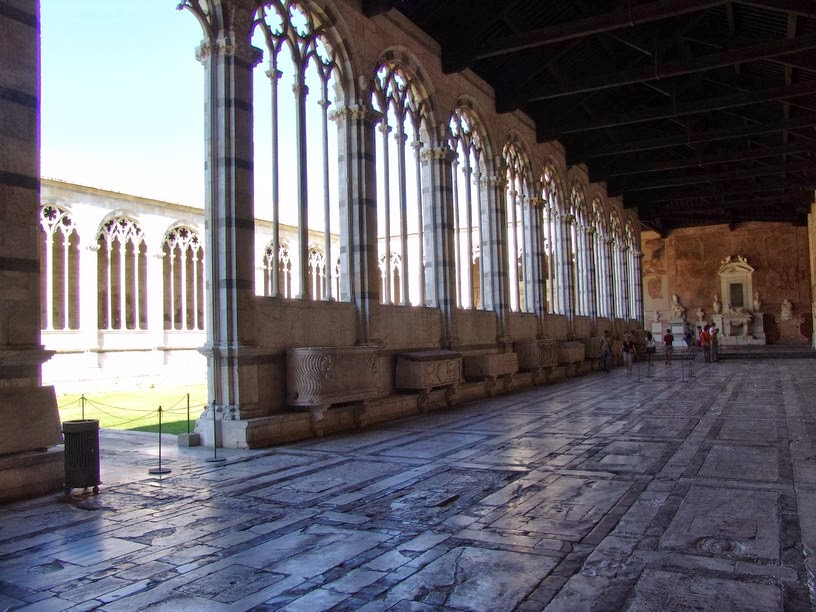
Готичні галереї
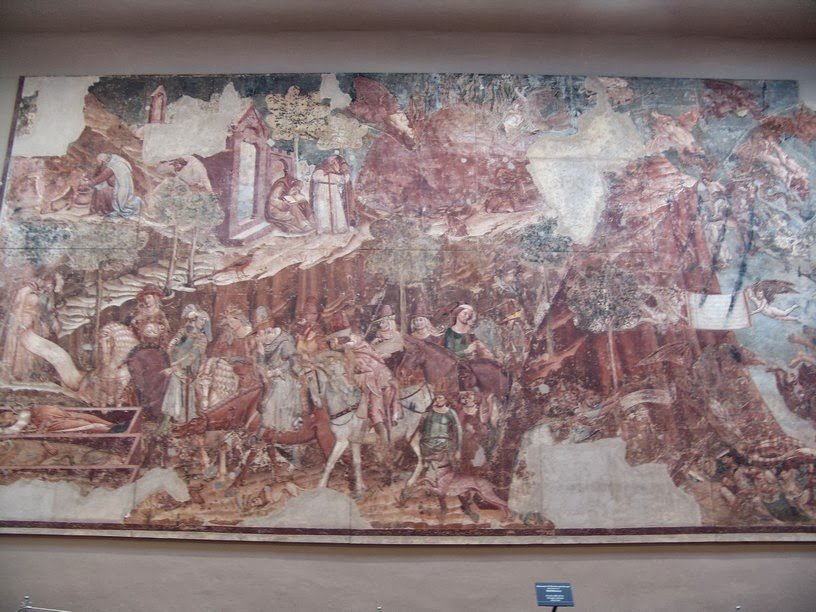
Залишки вцілілих фресок
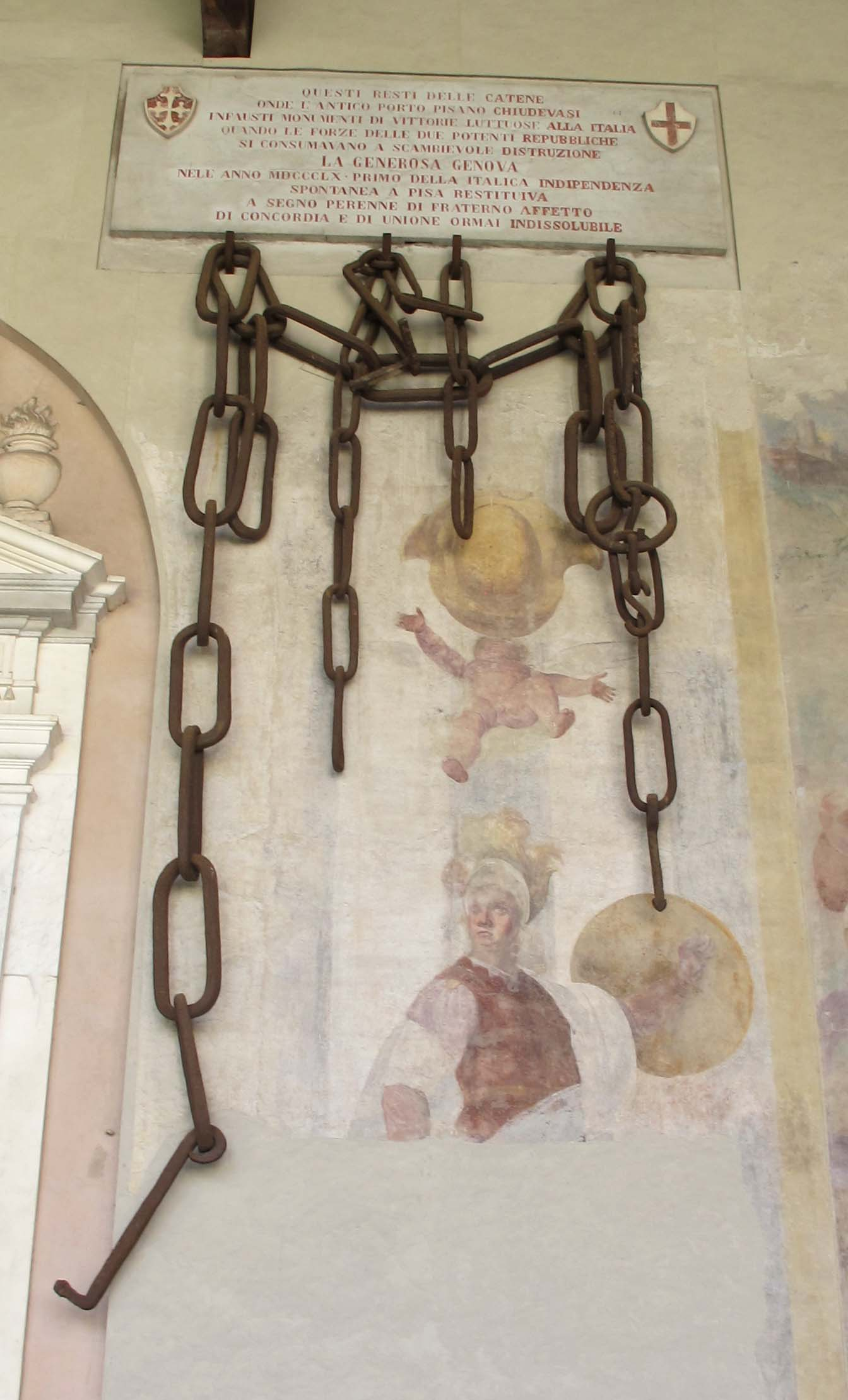
Ланцюг від середньовічної гавані Пізи
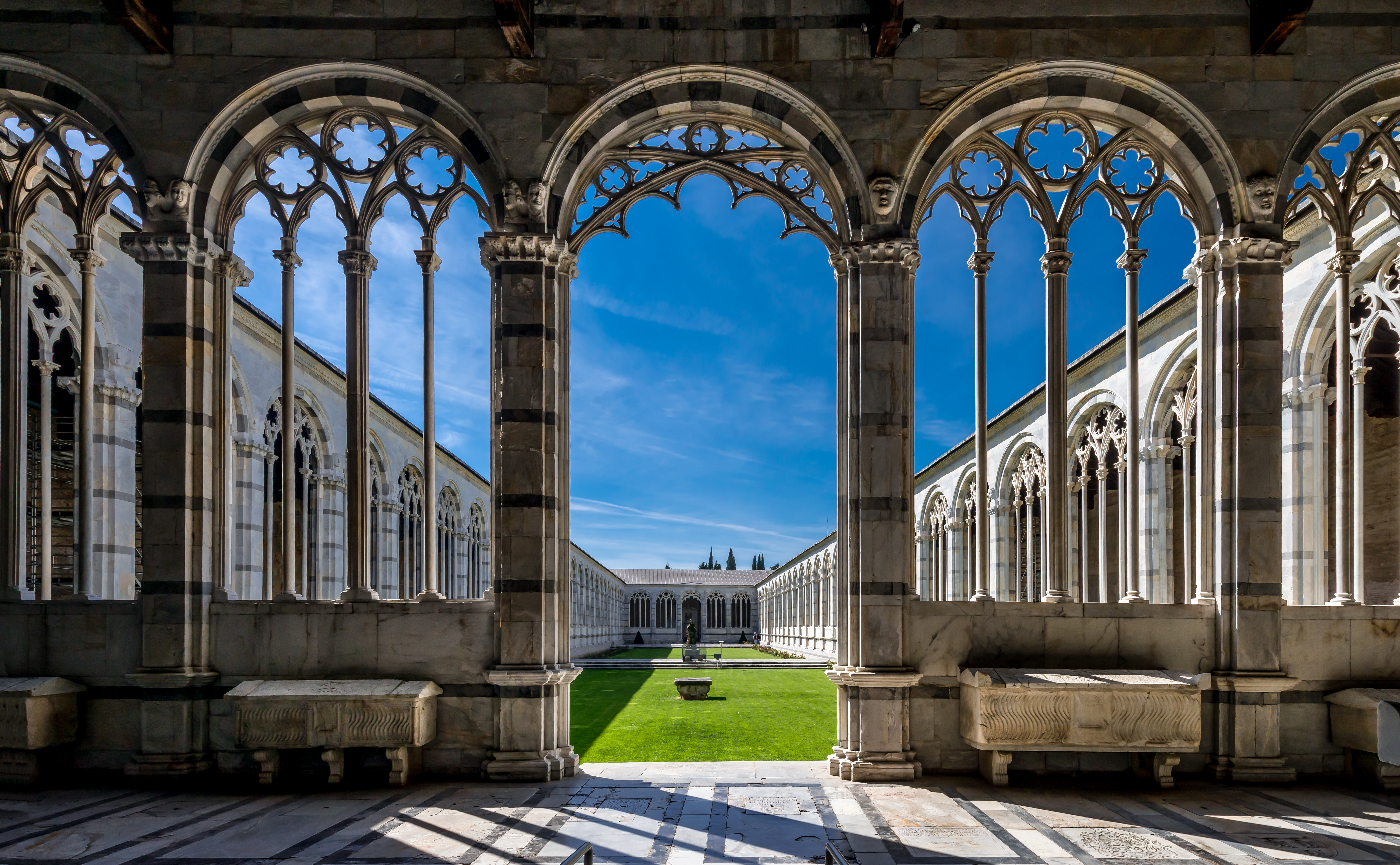
Вид на подвір'я